# Dietrich Bonhoeffer

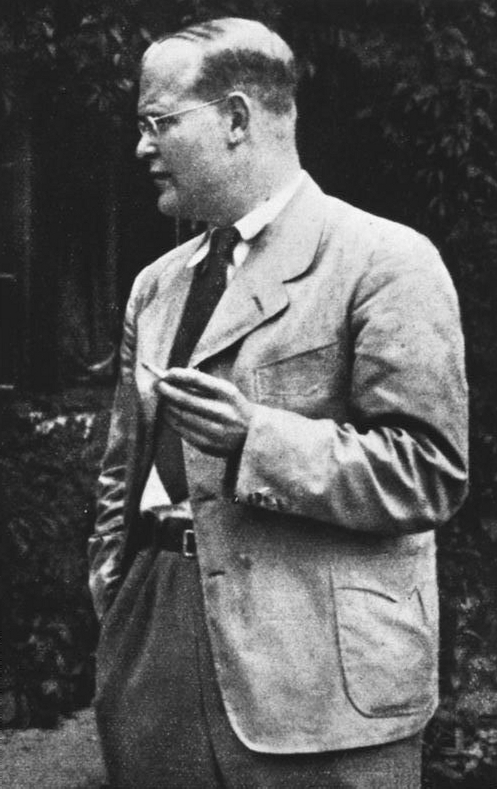
Dietrich Bonhoeffer im August 1939

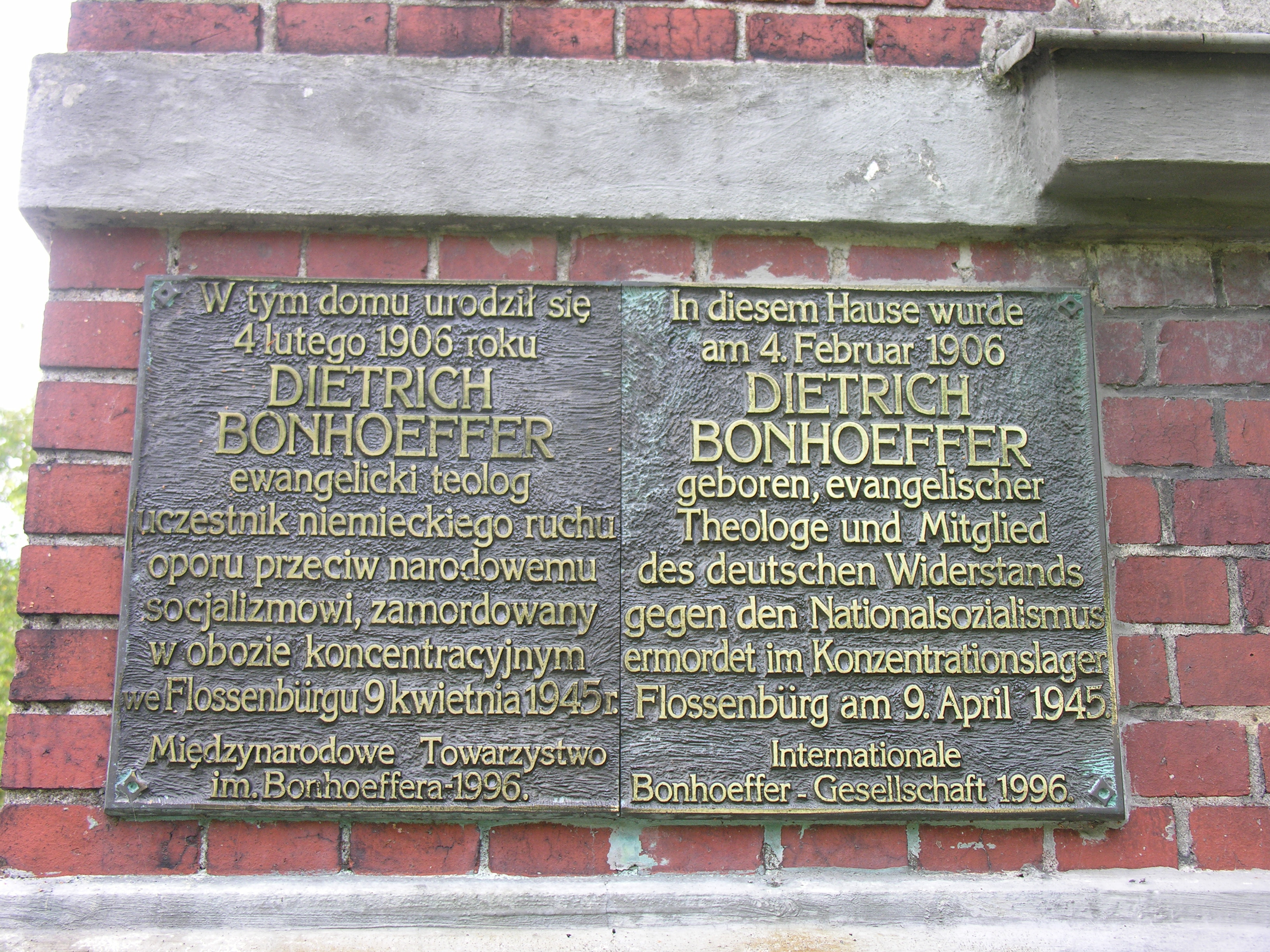
Gedenktafel am Geburtshaus Bonhoeffers, Bartel-Straße 7 in Breslau (2007)

Dietrich Bonhoeffer [ˈbɔnhœfɐ] (* 4. Februar 1906 in Breslau; † 9. April 1945 im KZ Flossenbürg) war ein lutherischer Theologe und profilierter Vertreter der Bekennenden Kirche. Er war am deutschen Widerstand gegen den Nationalsozialismus beteiligt.
Mit 24 Jahren habilitiert, wurde Bonhoeffer nach Auslandsaufenthalten Privatdozent für Evangelische Theologie in Berlin sowie Jugendreferent in der Vorgängerorganisation des Ökumenischen Rates der Kirchen. Ab April 1933 nahm er öffentlich Stellung gegen die nationalsozialistische Judenverfolgung und engagierte sich im Kirchenkampf gegen die Deutschen Christen und den Arierparagraphen im Berufsbeamtengesetz. Ab 1935 leitete er das Predigerseminar der Bekennenden Kirche in Finkenwalde, das, später illegal, bis 1940 bestand. Etwa 1938 schloss er sich dem Widerstand um Wilhelm Franz Canaris an. 1940 erhielt er Redeverbot und 1941 Schreibverbot. Am 5. April 1943 wurde er verhaftet und zwei Jahre später auf ausdrücklichen Befehl Adolf Hitlers als einer der letzten NS-Gegner, die mit dem Attentat vom 20. Juli 1944 in Verbindung gebracht wurden, hingerichtet.
Als gegenüber seinen Lehrern eigenständiger Theologe betonte Bonhoeffer die Gegenwart Jesu Christi in der weltweiten Gemeinschaft der Christen, die Bedeutung der Bergpredigt und der Nachfolge Jesu und die Übereinstimmung von Glauben und Handeln, die er persönlich vorlebte, insbesondere in der Zeit des Nationalsozialismus. In seinen Gefängnisbriefen entwickelte er einflussreiche, wenn auch fragmentarische Gedanken für eine künftige Ausrichtung der Kirche nach außen in Solidarität mit den Bedürftigen und zu einer nichtreligiösen Interpretation von Bibel, kirchlicher Tradition und Gottesdienst.

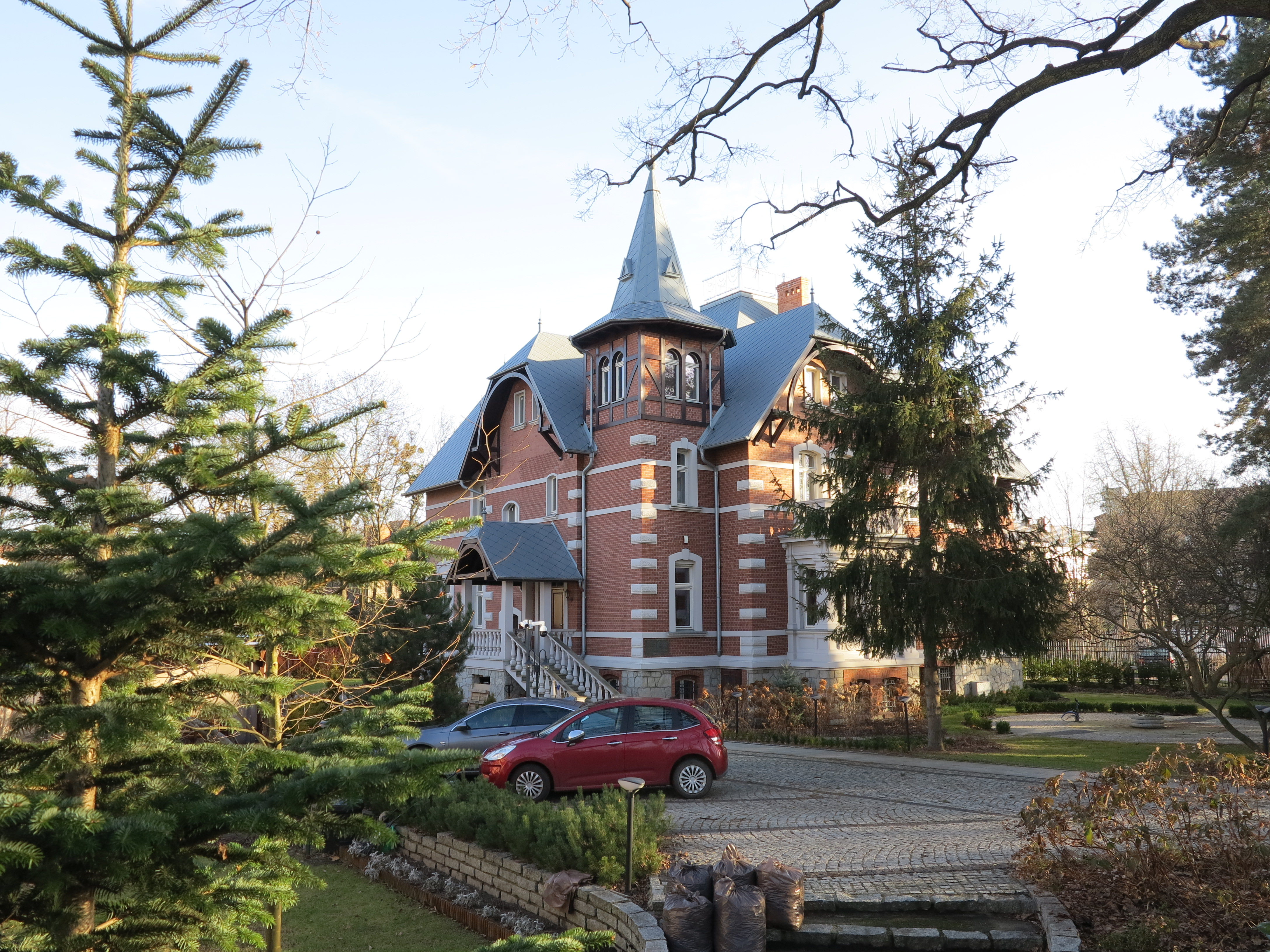
Geburtshaus von Dietrich Bonhoeffer in Breslau (2024)

## Leben und Wirken

### Kindheit und Jugend (1906–1923)
Dietrich Bonhoeffer wurde am 4. Februar 1906 in Breslau als das sechste von acht Kindern, kurz vor seiner Zwillingsschwester Sabine, geboren. Sein Vater war der Psychiater und Neurologe Karl Bonhoeffer. Seine Mutter Paula Bonhoeffer, geborene von Hase, eine Tochter des evangelischen Theologen Karl Alfred von Hase sowie Enkelin des Theologen Karl von Hase und des Malers Stanislaus von Kalckreuth, war Lehrerin. Bonhoeffer wuchs in einer großbürgerlichen Familie auf. Die Mutter unterrichtete die Kinder in den ersten Jahren zu Hause und sorgte für eine christliche Erziehung, während der Vater sich von Fragen der Religion fernhielt. Die Familie besuchte nur selten den Gottesdienst.
1912 zog die Familie nach Berlin, weil der Vater zum Direktor der Klinik und Poliklinik für Nervenkrankheiten der Charité Berlin ernannt und zum ordentlichen Professor der Friedrich-Wilhelms-Universität berufen worden war. Nach Schilderungen seiner Zwillingsschwester begann sich Bonhoeffer gegen Ende des Ersten Weltkriegs mit Fragen über Tod und Ewigkeit auseinanderzusetzen, die sich ihm wegen des Soldatentodes seines zweitältesten Bruders Walter im April 1918 und der schweren Trauer seiner Mutter darüber aufdrängten.
Als Schüler las Bonhoeffer Friedrich Schleiermachers Reden über die Religion, Friedrich Naumanns Briefe über Religion und befasste sich mit Kirchengeschichte. In der Prima entschied er sich für Hebräisch als Wahlfach und gab evangelische Theologie als Studienwunsch an. Seine Familie war darüber erstaunt, hatte in ihrer Ahnenreihe bereits Theologen und unterstützte ihn in seinem Vorhaben. 1923 bestand er mit 17 Jahren am Berliner Grunewald-Gymnasium (heute Walther-Rathenau-Gymnasium) das Abitur.

### Studium und Ausbildung (1923–1930)
Bonhoeffer begann im Sommersemester 1923 in Tübingen ein Theologiestudium, zusätzlich hörte er Vorlesungen in Philosophie. Er schloss sich der Akademischen Verbindung Igel Tübingen an und lernte dort Walter Dreß kennen, der ab 1924 auch in Berlin sein Studienkollege war und bald zu einem seiner engsten Freunde wurde. 1929 heiratete Dreß Bonhoeffers jüngste Schwester Susanne.
Nach einem Studienaufenthalt in Rom wechselte Bonhoeffer 1924 nach Berlin. Dort begegnete er wichtigen Vertretern der Liberalen Theologie, von denen etwa Adolf von Harnack ihn nicht unerheblich beeinflusste. In diese Zeit fiel auch die eigenständige Entdeckung der Dialektischen Theologie und ganz besonders ihres Hauptvertreters Karl Barth. Mit Barth und dessen Theologie blieb Bonhoeffer von da an stets verbunden, auch wenn er sich eine gewisse kritische Distanz bewahrte.
Mit 21 Jahren wurde Dietrich Bonhoeffer 1927 in Berlin summa cum laude aufgrund der während des Studiums bei Reinhold Seeberg angefertigten Dissertation Sanctorum Communio („Gemeinschaft der Heiligen“) promoviert. Neben Barth beeinflussten Georg Wilhelm Friedrich Hegel, Max Weber und Ernst Troeltsch diese theologisch-soziologische Reflexion. Im Januar 1928 legte er das Erste Theologische Examen vor dem Evangelischen Konsistorium der Berlin-Brandenburgischen Provinzialkirche der Kirche der Altpreußischen Union ab.
1928 ging er auf Anraten des Berliner Superintendenten Max Diestel, der ihn 1925 anlässlich einer Predigtvertretung kennengelernt hatte und ihn seitdem förderte, nach Barcelona, wo er Vikar in der deutschen evangelischen Kirchengemeinde wurde. Nach seiner Rückkehr nach Berlin sorgte Diestel dafür, dass er nicht wie üblich ins Berliner Domkandidatenstift musste. Ab 1929 war Bonhoeffer Assistent an der Friedrich-Wilhelms-Universität zu Berlin, wo er im Alter von 24 Jahren mit der Schrift Akt und Sein über Transzendentalphilosophie und Ontologie in der systematischen Theologie habilitiert wurde. 1930 legte er das Zweite Theologische Examen ab. Das für die Ordination vorgeschriebene Mindestalter von 25 Jahren hatte er noch nicht erreicht. Max Diestel stellte am 13. August 1930 den Antrag auf vorzeitige Ordination Bonhoeffers beim Deutschen Evangelischen Kirchenausschuss, der aber erfolglos war. Deshalb riet Diestel Bonhoeffer, „sich noch weiter in der Welt umzusehen“.

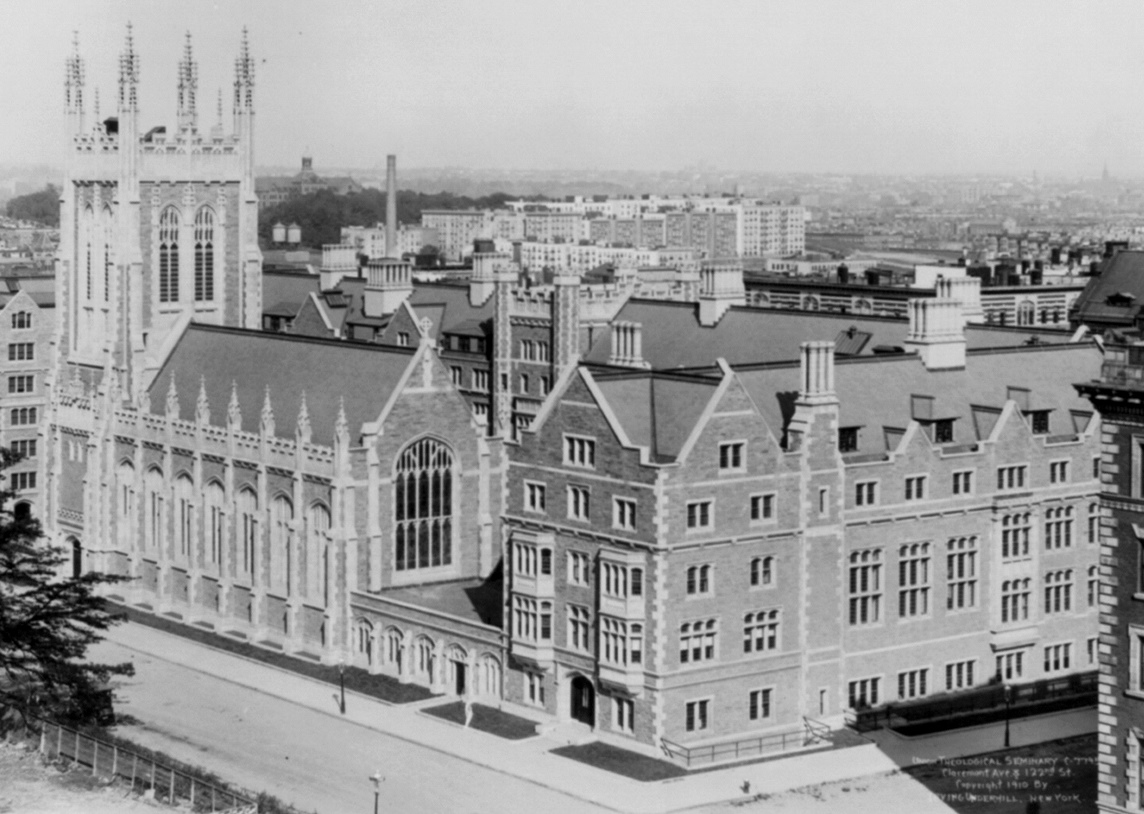
Am Union Theological Seminary in New York verbrachte Dietrich Bonhoeffer ein Jahr als Stipendiat

Bonhoeffer ging für ein Jahr als Stipendiat an das Union Theological Seminary in New York. Dort lernte er in Kirchengemeinden Harlems praktische Pastoralarbeit kennen und erlebte die Folgen der Weltwirtschaftskrise, die besonders Afroamerikaner und Farmer traf. Obwohl er der US-amerikanischen Theologie skeptisch gegenüberstand, beeinflusste ihn doch die Theologie des Social Gospel, die ihm der gleichaltrige Assistenzprofessor Paul Lehmann nahebrachte. Auch mit den Mitstudenten Erwin Sutz und Jean Lasserre schloss er bleibende Freundschaften. Insbesondere der strikte Pazifismus Lasserres veranlasste den bis dahin in politischen Fragen zurückhaltenden Bonhoeffer, sich mit dem Thema Frieden auseinanderzusetzen.

### Lehrauftrag, Pfarramt und Ökumene (1931–1933)

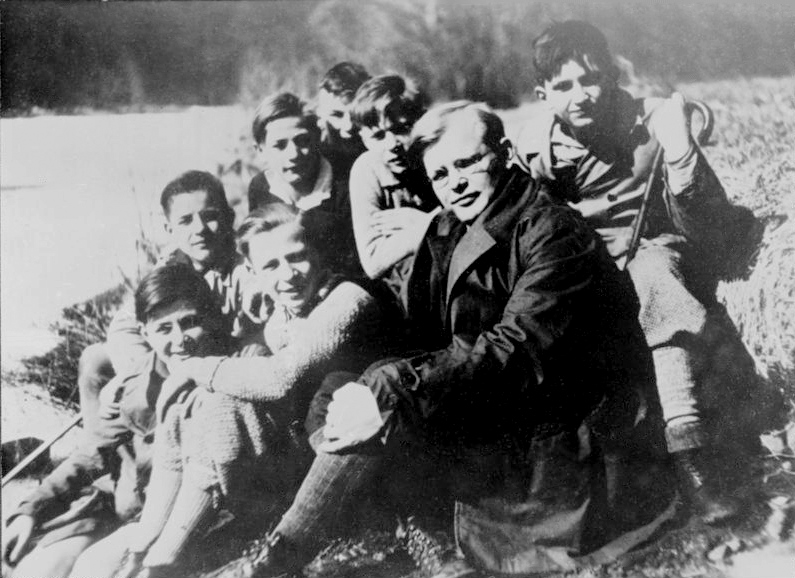
Dietrich Bonhoeffer mit Schülern (1932)

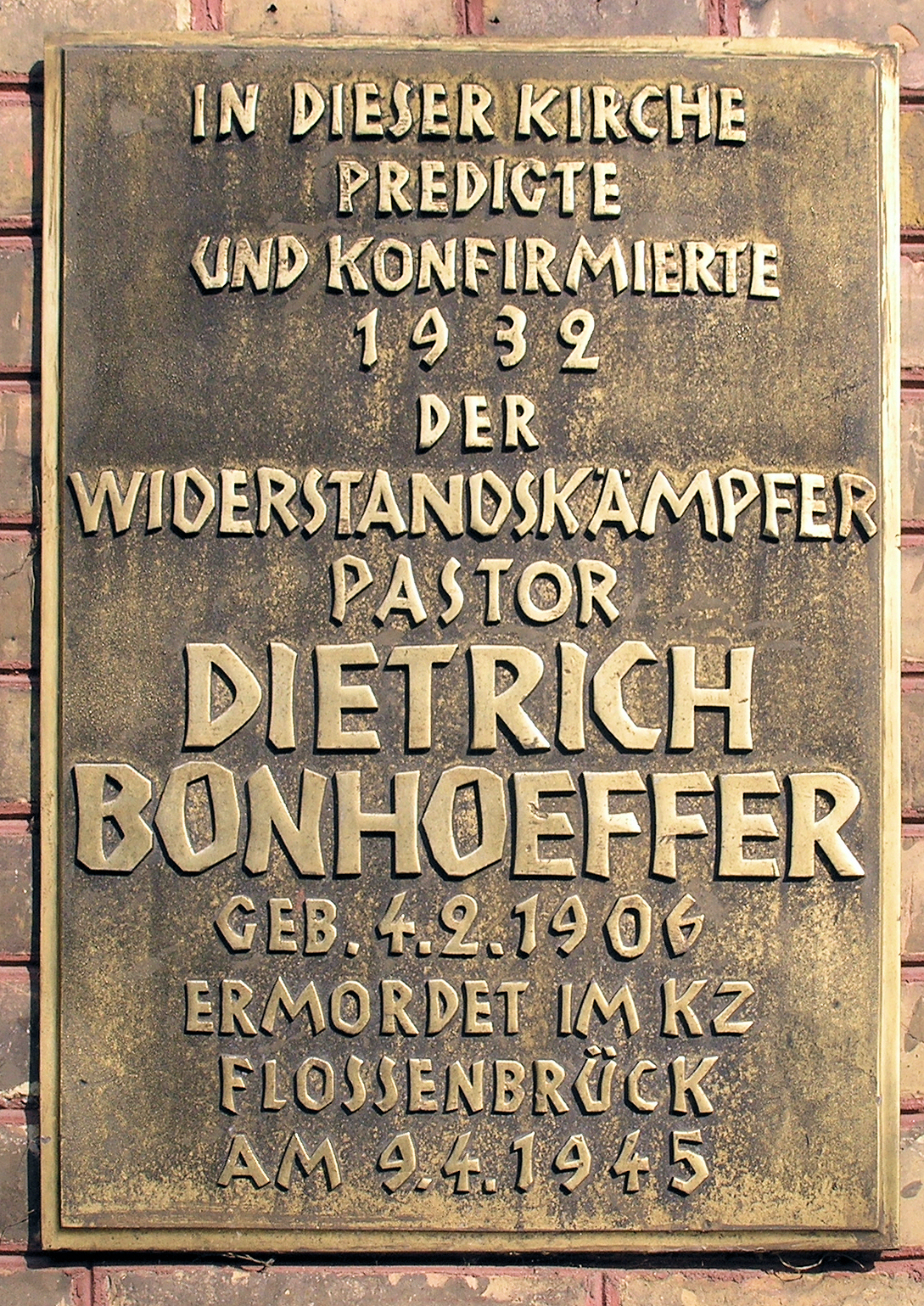
Gedenktafel für Dietrich Bonhoeffer neben dem Eingang der Berliner Zionskirche (Der Ort des Todes müsste korrekterweise Flossenbürg lauten) (2010)

Nach seiner Rückkehr lehrte Bonhoeffer als Assistent des Systematischen Theologen Wilhelm Lütgert an der Berliner Universität. Im Wintersemester 1931/1932 hielt er seine erste Vorlesung über die „Geschichte der systematischen Theologie des 20. Jahrhunderts“ und ein Seminar über „Die Idee der Philosophie und die protestantische Theologie“. 1932 folgte eine Vorlesung über das „Wesen der Kirche“ in betonter Abgrenzung zu Harnacks „Wesen des Christentums“. 1933 las er über Christologie.
Seine Lehrveranstaltungen waren gut besucht und wurden, für die Studenten ungewöhnlich, mit einem Gebet eingeleitet. Bonhoeffer überraschte seine vom aufstrebenden Nationalsozialismus bewegten Hörer auch durch unter seinen Dozentenkollegen singuläre Aussagen zum Zeitgeschehen. Der nächste Krieg sei entschlossen zu ächten, „aus dem Gehorsam gegen das uns heute treffende Gebot Gottes, daß Krieg nicht mehr sein soll, weil er den Blick auf die Offenbarung raubt“.
Otto Dibelius ließ an der Technischen Hochschule Berlin 1931 erstmals eine Evangelische Studentengemeinde einrichten, mit deren Leitung er Bonhoeffer beauftragte. Sie wurde jedoch von den Studenten überwiegend abgelehnt und 1933 aufgelöst.
Bonhoeffer übernahm eine Konfirmandengruppe der Zionskirche in einem Arbeiterviertel in Berlin-Mitte. Im Sommer 1931 schrieb er mit Franz Hildebrandt für seine Konfirmanden einen neuen Katechismus mit dem Titel „Glaubst du, so hast du“. Darin sprachen sich beide gegen einen heiligen Krieg und für das Gebet um Frieden aus. 1932 richtete Bonhoeffer eine „Jugendstube“ für arbeitslose Jugendliche ein, die 1933 von den Nationalsozialisten als „kommunistisch“ aufgelöst wurde.
Am 15. November 1931 wurde Bonhoeffer in der St.-Matthäus-Kirche (Berlin-Tiergarten) zum Pfarrer ordiniert. Er erwarb sich rasch auch über die Gemeinde hinaus einen Ruf als guter Prediger. Nachdem er zweimal vergeblich versucht hatte, eine Pfarrstelle im Berliner Osten zu erhalten, übernahm er, gefördert von Max Diestel und Friedrich Siegmund-Schultze, die Aufgabe eines Internationalen Jugendsekretärs des ökumenischen Weltbunds für Freundschaftsarbeit der Kirchen (WFK). Er bekleidete eine von drei neu geschaffenen Jugendsekretärs-Stellen des Weltbundes und war stellvertretender Vorsitzender der deutschen Gruppe, solange es ging – bis 1942.
Während eines dreiwöchigen Seminarbesuchs in Bonn begegnete Bonhoeffer erstmals persönlich Karl Barth. Beide trafen sich danach einige Male und standen im theologischen Gedankenaustausch. Gegenseitige Sympathie und eine grundsätzliche theologische und politische Nähe verbanden sich in ihrem Verhältnis auch von Anfang an mit wechselseitiger Kritik. Dadurch wurde diese Verbindung für beide theologisch sehr fruchtbar.
An den Wochenenden zog Bonhoeffer zum Meditieren und Diskutieren mit seinen Studenten häufig in eine märkische Jugendherberge und kaufte 1932 eigens dafür eine Hütte in Biesenthal am Rand Berlins. Aus diesem zwanglosen „Bonhoefferkreis“ junger Theologen gingen ab 1933 Mitstreiter im Kirchenkampf und ökumenische Delegationen hervor.

### Kirchenkampf (1933–1939)

#### Das Jahr 1933
Entgegen der weit verbreiteten Euphorie unter den Protestanten nahm Bonhoeffers Familie die Machtergreifung der Nationalsozialisten am 30. Januar 1933 sehr kritisch wahr. Bonhoeffers Schwager Rüdiger Schleicher sagte dazu abends in Bonhoeffers Anwesenheit: „Das bedeutet Krieg!“
Am 1. Februar 1933 hielt Bonhoeffer den Radiovortrag „Wandlungen des Führerbegriffes“. Er verlangte darin eine Begrenzung totaler Machtfülle des Kanzleramtes durch rechtsstaatliche Ordnung und Volkswohl:

„Der Führer wird sich dieser klaren Begrenzung seiner Autorität verantwortlich bewußt sein müssen. Versteht er seine Funktion anders, als sie so in der Sache begründet ist […] läßt er sich vom Geführten dazu hinreißen, dessen Idol darstellen zu wollen – und der Geführte wird das immer von ihm erhoffen – dann gleitet das Bild des Führers über in das des Verführers, dann handelt er verbrecherisch am Geführten wie an sich selbst. Der echte Führer […] muß die Geführten von der Autorität seiner Person weg zur Anerkennung der echten Autorität der Ordnungen und des Amtes führen … Führer und Amt, die sich selbst vergotten, spotten Gottes.“

An dieser Stelle wurde die Rundfunkübertragung wegen der deutlichen Kritik am nationalsozialistischen „Führerprinzip“ und Hitlerkult abgebrochen.
Durch seinen engen Freund und Mitpfarrer Franz Hildebrandt und seinen Schwager Gerhard Leibholz, beide jüdischer Herkunft, erlebte Bonhoeffer die Folgen der nationalsozialistischen Judenverfolgung von Beginn an mit. Er hatte schon 1932 in einer Predigt gesagt:

„Dann müssen wir uns nicht wundern, wenn auch für unsere Kirche wieder Zeiten kommen werden, wo Märtyrerblut gefordert werden wird. Aber dieses Blut, wenn wir denn wirklich noch den Mut und die Ehre und die Treue haben, es zu vergießen, wird nicht so unschuldig und leuchtend sein wie jenes der ersten Zeugen. Auf unserem Blute läge große eigene Schuld: Die Schuld des unnützen Knechtes, der hinausgeworfen wird in die Finsternis.“

Bonhoeffer versuchte sofort, über seinen Freund Paul Lehmann in den USA den Chief-Rabbi von New York über den sogenannten Judenboykott am 1. April 1933 zu informieren. Er begann den Aufsatz „Die Kirche vor der Judenfrage“, ergänzte ihn nach dem am 7. April 1933 erlassenen Arierparagraphen bis zum 15. April und trug ihn dann einem Pfarrerkreis vor. Im Juni ließ er den Aufsatz noch rechtzeitig vor Zensurmaßnahmen des NS-Regimes drucken. Er thematisierte damit als erster evangelischer Theologe neben Heinrich Vogel („Kreuz und Hakenkreuz“, 27. April 1933) das Verhältnis der NS-Rassenideologie zum christlichen Glauben. Er folgte zunächst der lutherischen Zwei-Reiche-Lehre und gestand dem Staat das Recht zu, die „Judenfrage“ gesetzlich zu regeln und dabei „neue Wege zu gehen“, ohne dass die Kirche sich einmischen solle. Er griff auch die traditionelle antijudaistische Substitutionstheologie auf:

„Niemals ist in der Kirche Christi der Gedanke verloren gegangen, daß das ‚auserwählte Volk‘, das den Erlöser der Welt ans Kreuz schlug, in langer Leidensgeschichte den Fluch seines Leidens tragen muss.“

Doch in den ergänzten Thesen nahm er zur damaligen staatlichen Gleichschaltungspolitik, die den Rechtsstaat abschaffte, Stellung: „Der Staat, der die christliche Verkündigung gefährdet, verneint sich selbst.“
Daraus folgerte er drei kirchliche Aufgaben:

„1. Die Kirche hat den Staat zu fragen, ob sein Handeln von ihm als legitim staatliches Handeln verantwortet werden könne […] 2. Die Kirche ist den Opfern jeder Gesellschaftsordnung in unbedingter Weise verpflichtet, auch wenn sie nicht der christlichen Gemeinde zugehören […] 3. Wenn die Kirche den Staat ein Zuviel oder ein Zuwenig an Ordnung und Recht ausüben sieht, kommt sie in die Lage, nicht nur die Opfer unter dem Rad zu verbinden, sondern dem Rad selbst in die Speichen zu fallen.“

Zu den ersten beiden Aufgaben sah er die Kirche im deutschen Staat aktuell gefordert. Ob und wann ein direktes kirchliches Widerstandsrecht gegen diesen Staat gegeben sei, wollte er jedoch nicht den Einzelnen, sondern ein „evangelisches Konzil“ entscheiden lassen. Damit erhob er anders als die meisten Mittheologen der späteren Bekennenden Kirche, die allenfalls die Kirchenmitgliedschaft der Judenchristen gegen Staatsübergriffe verteidigten, die Verteidigung der Menschenrechte zur gesamtkirchlichen Pflicht und trat von Beginn an für das gesamte verfolgte Judentum ein. Dabei hoffte er damals noch auf ein gemeinsames, vom Glaubensbekenntnis bestimmtes Handeln der Ökumene.
Doch dieser Konzilsgedanke war seinen lutherisch geprägten Hörern ebenso fremd wie die unter Umständen zu politischem Widerstand für die Juden nötige Christusnachfolge, so dass einige während seines Vortrags unter Protest den Raum verließen. Als Bonhoeffer später erkannte, dass er mit diesen Positionen auch in der Bekennenden Kirche isoliert blieb, entschied er sich eigenverantwortlich für seine individuelle Teilnahme am nicht-kirchlichen, militärischen Widerstand gegen das NS-Regime.
Ab Juni 1933 setzte eine Mehrheit der Deutschen Christen die Generalsuperintendenten in der Preußischen Landeskirche ab und den Staatskommissar August Jäger ein. Hitler ernannte Ludwig Müller zu seinem „Vertrauensmann für Kirchenfragen“, die Deutschen Christen versuchten ihn zum Reichsbischof zu machen. Bonhoeffer richtete nun alles Augenmerk auf die Bildung einer wirksamen evangelischen Opposition. Er schlug einen Beerdigungsstreik bis zum Rücktritt des Staatskommissars vor, den jedoch niemand für möglich hielt. Im besetzten Norwegen führte dieses Mittel 1941 tatsächlich zur Rücknahme staatlicher Übergriffe der NS-Besatzer.
Nach dem Wahlsieg der Deutschen Christen mit etwa 70 Prozent Stimmenanteilen gegen die Jungreformatorische Bewegung bei den vom Staat kurzfristig anberaumten Kirchenwahlen am 23. Juli 1933 versuchten verschiedene Gruppen, die neuen Amtsinhaber ihrer Kirchen mit „Bekenntnissen“ zur Stellungnahme über ihren Glauben zu zwingen. Dazu erhielt Bonhoeffer zusammen mit dem Erlanger Theologen Hermann Sasse den Auftrag, einen reichsweit einheitlichen Bekenntnisentwurf zu formulieren. Der damalige Betheler Alttestamentler Wilhelm Vischer formulierte den Erstentwurf des Artikels über die „Judenfrage“. Der gemeinsame Entwurf erschien Ende August 1933 und wurde von Pfarrer Bodelschwingh, dem anerkannten Leiter der Betheler Anstalten, an 20 Gutachter versandt. Diese entschärften den Text dann vor allem bezüglich des kirchlichen Eintretens für die Juden gegen den Staat so weit, dass Bonhoeffer die Unterzeichnung ablehnte. Dennoch war das Betheler Bekenntnis ein wichtiger Schritt zur Gründung der Bekennenden Kirche im Mai 1934.
Nach der Einführung des Arierparagraphen in der evangelischen Kirche auf der altpreußischen Generalsynode am 6. September 1933 in Berlin schlug Bonhoeffer den oppositionellen Pfarrern den Austritt aus der zum Staatsanhängsel gewordenen Deutschen Evangelischen Kirche vor, deren Verfassung er nun als Häresie ansah. Er fand jedoch damals noch kaum Zustimmung für eine Kirchenspaltung; selbst Karl Barth sah noch Möglichkeiten einer innerkirchlichen Opposition. Daraufhin gründete Bonhoeffer mit Martin Niemöller und anderen den Pfarrernotbund zum Schutz der bedrohten Amtsbrüder jüdischer Herkunft. Er verfasste für dessen Mitglieder die erste Version einer Selbstverpflichtung, die bereits die Bereitschaft zum Martyrium und den Alleinvertretungsanspruch auf die „wahre Kirche“ einschloss. Der Notbund bildete das organisatorische Bindeglied zwischen der nach ihrer Wahlniederlage abbröckelnden jungreformatorischen Bewegung und der nun entstehenden Bekennenden Kirche.
Danach nahm Bonhoeffer an einem Treffen der Ökumene in Sofia teil, wo er die Auslandsvertreter umfassend über die deutschen Vorgänge und deren Hintergründe informierte. Vor der Wahl Ludwig Müllers zum Reichsbischof am 27. September 1933 entwarf er ein deutlich formuliertes Flugblatt „Der Arierparagraph in der Kirche“, das er mit Freunden nachts als Protestplakat an Bäume und Laternen anheftete.

#### London (1933–1935)
Dann entschied Bonhoeffer sich zunächst, ein Angebot für eine Auslandspfarrstelle in London vom Juli 1933 anzunehmen. Ab 17. Oktober 1933 war er Gemeindepfarrer mit Sitz im südlichen Londoner Vorort Forest Hill für zwei deutschsprachige Kirchengemeinden, die lutherische Gemeinde in Forest Hill und die reformierte Kirche St. Paul im Ost-Londoner Stadtteil Whitechapel. In einem langen Brief an Karl Barth vom 24. Oktober begründete er dies damit, dass er nicht mehr in der von den Deutschen Christen gelenkten Kirche Christ sein könne, mit dieser Auffassung immer stärker auch unter Freunden isoliert sei und Abstand zu den Vorgängen gewinnen wolle, um später umso konzentrierter eingreifen zu können. Barth antwortete:

„Sie müßten jetzt alle noch so interessanten denkerischen Schnörkel und Sondererwägungen fallen lassen und nur das eine bedenken, daß Sie ein Deutscher sind, daß das Haus Ihrer Kirche brennt, daß Sie genug wissen und, was Sie wissen, gut genug zu sagen wissen, um zur Hilfe befähigt zu sein, und daß Sie im Grunde mit dem nächsten Schiff auf Ihren Posten zurückkehren müssten!“

Zwar tat Bonhoeffer dies nicht sofort, doch es bewegte Barth später sehr, dass er mit dieser Reaktion Bonhoeffers Entscheidung zur Rückkehr nach Deutschland, die seine Hinwendung zum Widerstand und seinen Märtyrertod zur Folge hatte, mitbeeinflusst hatte.
In London lernte er George Kennedy Allen Bell kennen, den anglikanischen Bischof von Chichester, der in der ökumenischen Bewegung hohe Ämter bekleidete und sich stark für soziale Belange einsetzte. Bell wurde einer seiner engsten Freunde und Partner im Kirchenkampf. Für einige Monate arbeitete auch Franz Hildebrandt mit ihm in London. Gefördert durch Bonhoeffers Engagement traten die deutschen Auslandskirchengemeinden in Großbritannien und Bell offen gegen die Deutschen Christen auf und forderten den Rücktritt von Ludwig Müller.
Am 31. Mai 1934 gründete sich die Bekennende Kirche, indem eine Versammlung evangelischer Christen die von Karl Barth verfasste Barmer Theologische Erklärung nach einem erklärenden Referat von Hans Asmussen einstimmig annahm und einen Reichsbruderrat wählte. In den folgenden Monaten zeigten sich besonders die lutherischen Landeskirchen von Thüringen, Schleswig-Holstein, Lübeck, Sachsen sowie die Kirchenprovinzen in Altpreußen aufgrund ihrer staatskirchlichen Tradition nicht dazu bereit, dem Bekenntnis organisatorisch zu folgen und ihrer Gleichschaltung entschlossen zu widerstehen. Dort gewannen nach Synodalwahlen Bischöfe und Juristen Führungsämter, die den Deutschen Christen angehörten.
In dieser Lage setzte Bonhoeffer alle Hoffnung auf die junge Ökumene. Er versuchte in erheblichen Konflikten im Vorfeld zu erreichen, dass zur Jugendkonferenz des Weltbundes auf der dänischen Nordseeinsel Fanø im August 1934 nur Befürworter der Barmer Erklärung als deutsche Delegation eingeladen wurden. Er selbst trat dort sowohl als Vertreter der Bekennenden Kirche als auch als Jugendsekretär auf. Bei der Morgenandacht am 28. August hielt er vor der Vollversammlung ein Einleitungsreferat unter dem Titel „Die Kirche und die Völkerwelt“, das viele als Friedenspredigt empfanden. Zu diesem Zeitpunkt wurden in Deutschland bereits Pazifisten von SA-Truppen terrorisiert und in Konzentrationslagern inhaftiert. Bei den folgenden Debatten wurde jedoch deutlich, dass die Delegationen aus Ungarn und Polen, die sich von Deutschland bedroht sahen, den Krieg als nationalen Widerstand nicht völlig ausschließen wollten.

#### Finkenwalde (1935–1937)

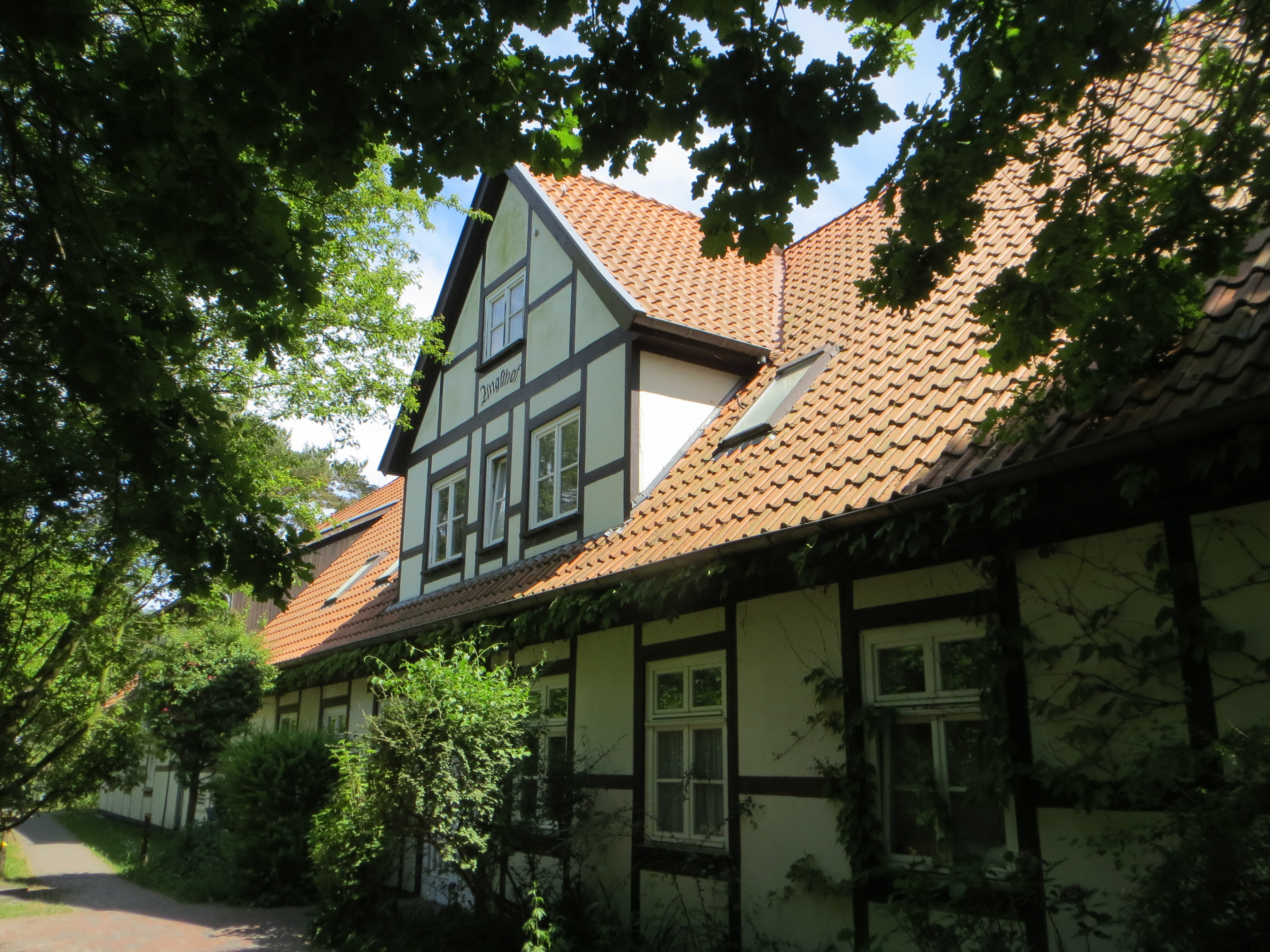
Zingsthof (2014)

Am 15. April 1935 kehrte Bonhoeffer nach Deutschland zurück, nachdem er kurzzeitig eine Indienreise zu Mahatma Gandhi erwogen hatte. Er übernahm für die Bekennende Kirche am 25. April 1935 die Ausbildung angehender Pastoren im Predigerseminar Zingsthof, das im Juni nach Finkenwalde (heute Teil von Stettin) in Pommern umzog. Einer seiner ersten Studenten dort war Eberhard Bethge, sein enger Freund, späterer Briefpartner und Biograf.
Zu den insgesamt 112 im Predigerseminar Finkenwalde ausgebildeten Kandidaten gehörten auch der spätere Berliner Bischof Albrecht Schönherr, die Theologieprofessoren Gerhard Ebeling und Gerhard Krause sowie Werner Koch, Otto Dudzus und Winfried Maechler.
Im Rahmen dieser Lehrtätigkeit entstand das Buch Nachfolge, das Karl Barth nach dem Kriege als das mit „Abstand Beste, was dazu geschrieben ist“, bezeichnete. Hier entwickelte Bonhoeffer seine Vorstellung davon, dass Kirche nicht nur Gemeinschaft von Seelen, nicht nur Verkündigung, sondern vor allem auch realer Leib Christi auf Erden sei. Dies schließe eine echte, lebendige Nachfolge Christi ein, ungeachtet der Kosten, die das für den Einzelnen habe („teure Gnade“).

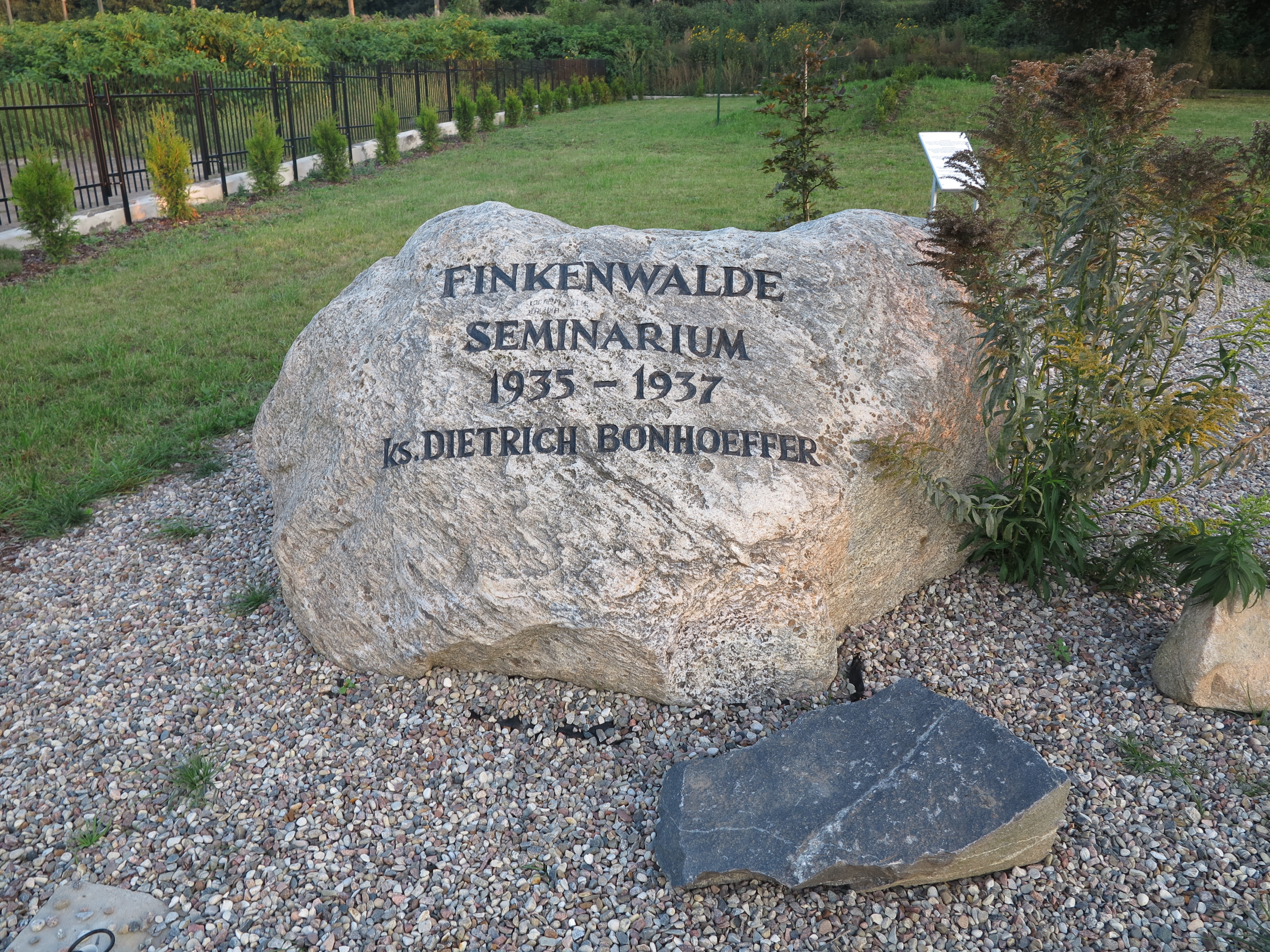
Gedenkstein in Finkenwalde, an Stelle des damaligen Predigerseminars der BK (2012)

1937 schloss der NS-Staat das Predigerseminar, das nun illegal weitergeführt und als „Sammelvikariat“ von mutigen Superintendenten und Pfarrern gedeckt wurde. Bonhoeffer war offiziell als Hilfsprediger bei Superintendent Eduard Block in Schlawe tätig. Mit dessen Unterstützung führte er die getarnte Vikarausbildung für die Bekennende Kirche in Köslin und Groß Schlönwitz, später im Sigurdshof weiter, bis im März 1940 auch hier die Gestapo eingriff. Seine Finkenwalder Erfahrungen reflektierte er in seinem Buch Gemeinsames Leben.

### Widerstand gegen den Nationalsozialismus (1938–1943)

#### Erste Kontakte (1938–1939)
1938 entschloss sich das Ehepaar Gerhard und Sabine Leibholz, Bonhoeffers Zwillingsschwester, wegen der weiter verschärften Judengesetzgebung nach England zu emigrieren. Bonhoeffer nutzte seine Verbindungen dorthin, damit Leibholz als Berater von Bischof George Bell tätig werden konnte.

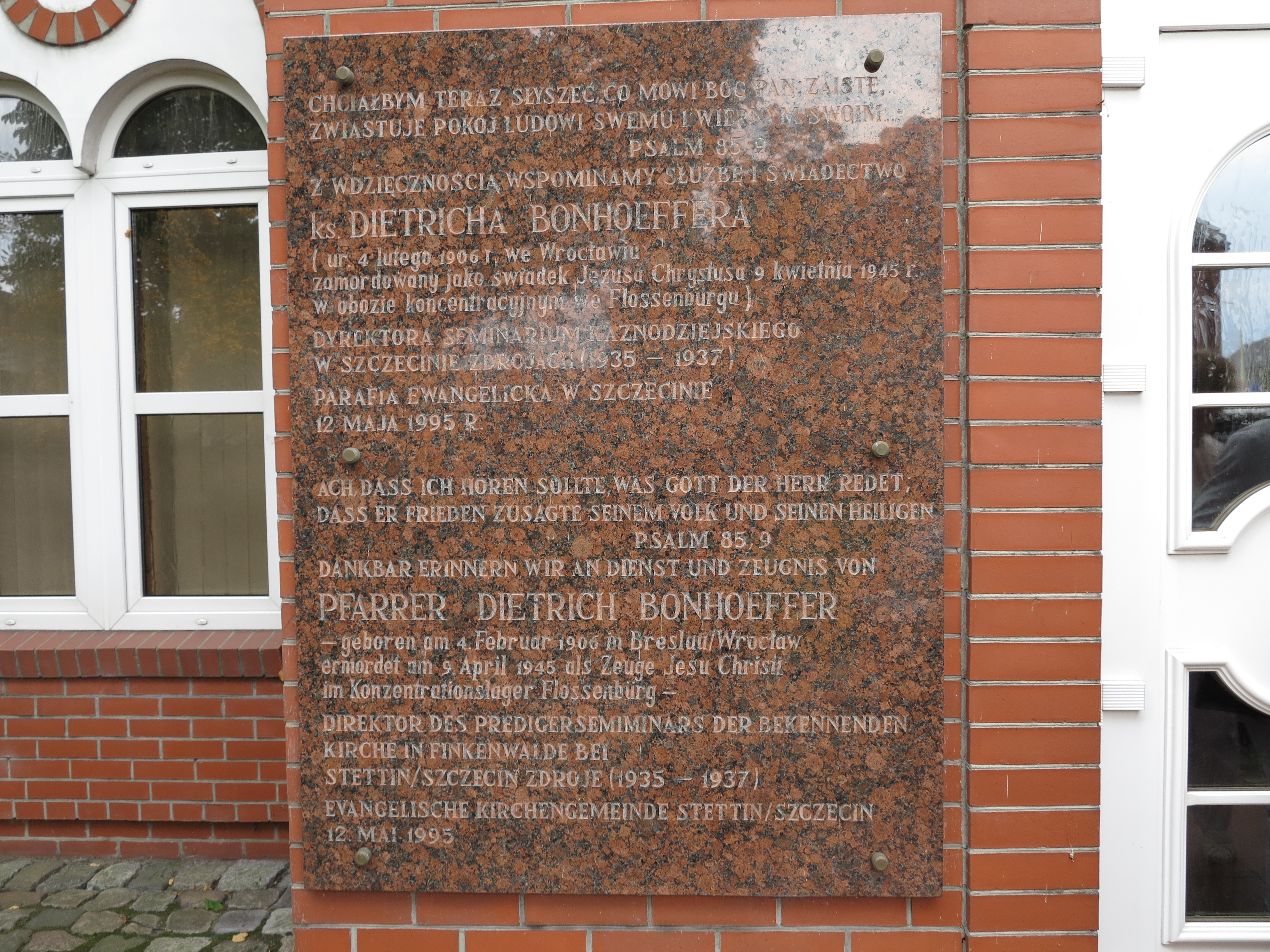
Erinnerungstafel an der ev. Kirche in Stettin (2012)

Es ergaben sich über seinen Schwager Hans von Dohnanyi erste Kontakte zu Wilhelm Canaris, Hans Oster, Karl Sack und Ludwig Beck. In dieser Zeit versuchte Bonhoeffer, die christlichen Kirchen in der Ökumenischen Bewegung zum Einsatz gegen die laufenden Kriegsvorbereitungen der Nationalsozialisten zu bewegen. Aufgrund dieser Aktivitäten lernte er hohe kirchliche Würdenträger in ganz Europa kennen. Am 10. März 1939 brach er zu Gesprächen u. a. mit George Bell nach London auf, wo er erneut für eine Anerkennung der Bekennenden Kirche durch den Vorläufigen Weltrat der Kirchen warb. Trotz Sympathien konnte er nichts Grundlegendes erreichen und kehrte Mitte April nach Deutschland zurück. Am 2. Juni folgte er einer zweiten Einladung in die USA, schlug aber bereits am 20. Juni die Bitte seines Gastgebers Henry Smith Leiper aus, im Auftrag des Federal Council of Churches eine Stelle als Betreuer deutscher Flüchtlinge zu übernehmen und damit wie viele andere deutsche Intellektuelle das amerikanische Exil anzutreten, da er seine Rolle im heraufziehenden Krieg im Widerstand in der Heimat sah. Die zugespitzte Lage in Europa ließ ihm, so fasste er es auf, keinen Rückzug von der Welt zu, sondern nur ein gleichzeitig diesseitiges wie jenseitiges Leben. Diese für Bonhoeffer selbst äußerst schwierige Entscheidung war von größter Bedeutung und Folgenschwere für sein weiteres Denken und Leben.
Auf der Rückreise besuchte er seine Schwester und deren Familie in London. Hier erfuhr er von der Ermordung des Pfarrers der Bekennenden Kirche Paul Schneider im KZ Buchenwald. Seinen Nichten Marianne und Christiane gegenüber betonte er, Schneider sei der erste Märtyrer der evangelischen Kirche in der Zeit des Nationalsozialismus, dessen Namen sie sich gut merken sollten. Bonhoeffer kam am 27. Juli wieder nach Berlin, nahm im Herbst seine Tätigkeit auf dem Sigurdshof wieder auf und suchte nun Kontakte zum Amt Ausland/Abwehr im Oberkommando der Wehrmacht unter Admiral Canaris.

#### Mitarbeit (ab 1940)
Nachdem die Gestapo am 17. März 1940 das letzte Sammelvikariat auf dem Sigurdshof geschlossen und am 14. Juli eine von Bonhoeffer geleitete Freizeit polizeilich aufgelöst hatte, führte er Gespräche mit Hans Oster und Hans von Dohnanyi über eine „Unabkömmlichstellung“ für Abwehraufträge. Er sollte seine ökumenischen Kontakte für die Verschwörer nutzen, um mit den Alliierten Verhandlungen einzuleiten. Bonhoeffer war also nicht an der Planung von Hitlerattentaten beteiligt, sondern diente als Verbindungsmann, offiziell im Auftrag der Abwehr. Am 22. August 1940 erhielt er „wegen seiner volkszersetzenden Tätigkeit“ Redeverbot „für das gesamte Reichsgebiet“, im März 1941 ein entsprechendes Schreibverbot.
In seinem Elternhaus trafen sich einige Gegner des NS-Regimes mit zum Teil hohen Positionen in der Abwehr oder der Wehrmacht, die Hitler durch ein Attentat töten wollten. Bonhoeffer schloss sich diesem Widerstandskreis an. Die Frage des Tyrannenmordes (Darf ein Christ gegen das Gebot „Du sollst nicht morden“ verstoßen?), die Bonhoeffer für diesen konkreten Fall mit einem eindeutigen Ja beantwortete, ist theologisch-ethisch reflektiert in seinem unvollendeten Hauptwerk Ethik, das parallel zu seinem Engagement im militärisch-politischen Widerstand von 1940 bis zur Verhaftung im April 1943 entstand.

#### Konspiration (1941–1942)
Am 30. Oktober 1940 wurde Bonhoeffer der Abwehrstelle München zugeordnet, stand also im Dienst des NS-Staates – bei gleichzeitigem Redeverbot und ab März 1941 auch Schreib- und Veröffentlichungsverbot. Ab dem 17. November hielt er sich im Benediktiner-Kloster Ettal auf.
1941/1942 unternahm er – u. a. mit Helmuth James Graf von Moltke für die deutsche Spionageabwehr und zugleich den internen Widerstandskreis – Reisen nach Norwegen, Schweden und in die Schweiz. In Sigtuna und Stockholm traf er am 31. Mai / 1. Juni 1942 mit George Bell zusammen und übergab ihm geheime Dokumente über den Kreis der Widerständler und ihre Ziele für die britische Regierung. Damit verbunden war die Bitte um eine öffentliche Erklärung der Alliierten, zwischen Deutschen und Nazis nach Kriegsende zu unterscheiden. Der britische Außenminister Anthony Eden ließ Bell jedoch wissen, dass eine Unterstützung des Widerstands oder auch nur eine Antwort nicht im nationalen Interesse Großbritanniens liege.
Vermutlich aus Sicherheitsgründen machte Bonhoeffer kaum schriftliche und nur wenige mündliche Äußerungen über seine Tätigkeit im Dienst der Abwehr. Gleichwohl sind seine in dieser Zeit entstandenen theologischen Schriften, insbesondere die Ethik, immer auch als indirekte Zeugnisse und Reflexionen dieser selbstverantwortlichen Eingebundenheit in die dramatische politische Lage zu lesen.
Zur Jahreswende 1942/1943 schrieb Bonhoeffer einen sehr persönlichen Rückblick auf die vergangenen zehn Jahre, in denen sein Widerstand gegen den NS-Terror reifte und ihm zu bleibenden Erkenntnissen über christliche Lebenshaltung verhalf. Er thematisierte Zivilcourage, Ehrlichkeit und den „Blick von unten“ aus der Perspektive der Opfer einer gewalttätigen Gesellschaft. In seiner Betrachtung der im Widerstand erlernbaren Alltagstugenden hieß es:

„Man muß damit rechnen, daß die meisten Menschen nur durch Erfahrungen am eigenen Leibe klug werden. […]
 Tatenloses Abwarten und stumpfes Zuschauen sind keine christlichen Haltungen. Den Christen rufen nicht erst die Erfahrungen am eigenen Leibe, sondern die Erfahrungen am Leibe der Brüder, um derentwillen Christus gelitten hat, zur Tat und zum Mitleiden.“

An hervorgehobener Stelle stand sein individuelles Glaubensbekenntnis:

„Ich glaube, daß Gott aus allem, auch aus dem Bösesten, Gutes entstehen lassen kann und will. Dafür braucht er Menschen, die sich alle Dinge zum Besten dienen lassen. Ich glaube, daß Gott uns in jeder Notlage soviel Widerstandskraft geben will, wie wir brauchen. Aber er gibt sie nicht im voraus, damit wir uns nicht auf uns selbst, sondern allein auf ihn verlassen. In solchem Glauben müßte alle Angst vor der Zukunft überwunden sein. Ich glaube, daß auch unsere Fehler und Irrtümer nicht vergeblich sind, und daß es Gott nicht schwerer ist, mit ihnen fertig zu werden, als mit unseren vermeintlichen Guttaten. Ich glaube, daß Gott kein zeitloses Fatum ist, sondern daß er auf aufrichtige Gebete und verantwortliche Taten wartet und antwortet.“

Im Januar 1943 verlobte sich Bonhoeffer mit Maria von Wedemeyer (1924–1977), der Tochter eines pommerschen Gutsbesitzers, Schwester eines ehemaligen Konfirmanden und Enkelin seiner Gönnerin und Förderin noch aus der Zeit der Predigerseminare und Sammelvikariate, Ruth von Kleist-Retzow.

### Haftzeit und Hinrichtung (1943–1945)

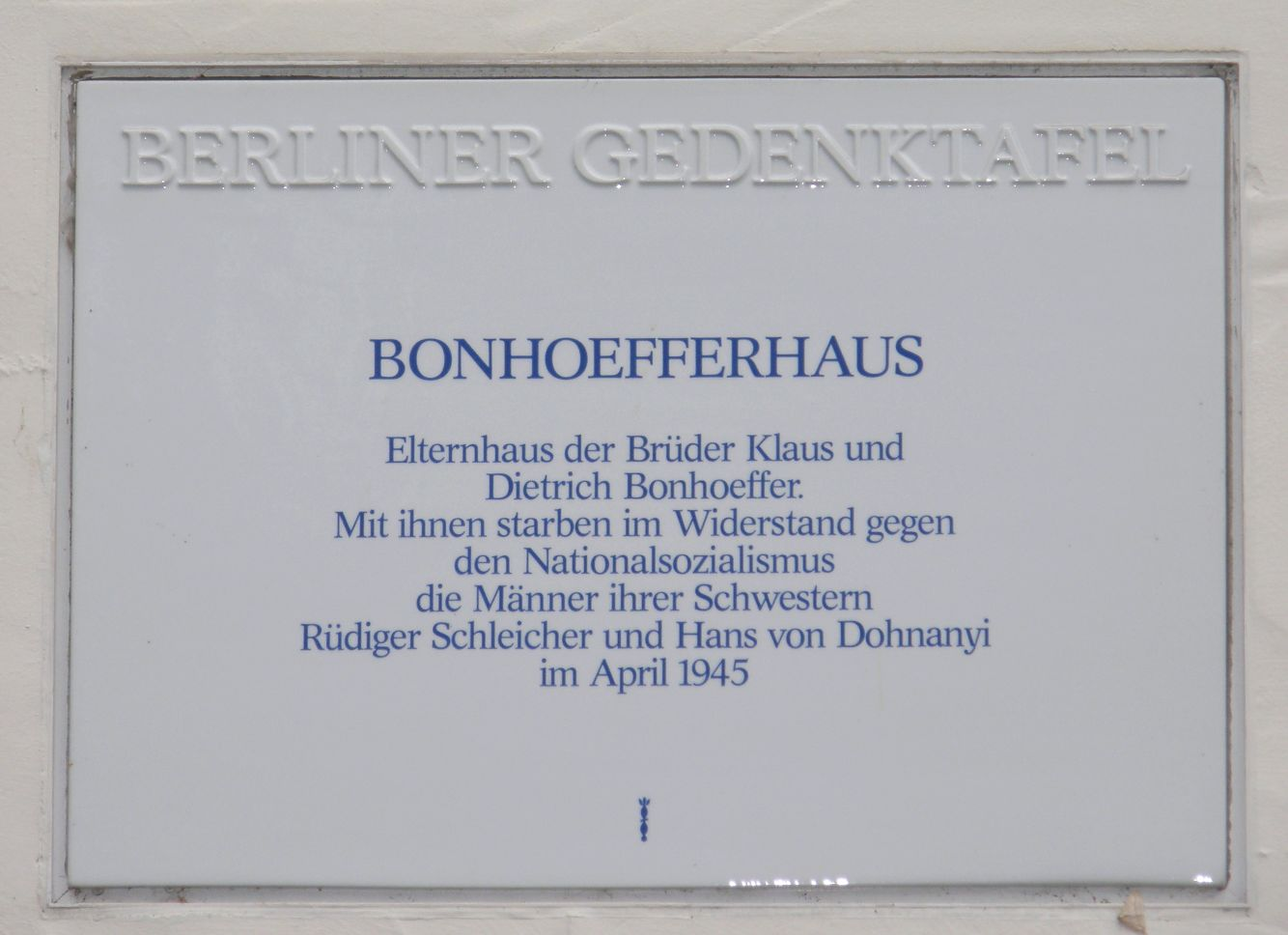
Berliner Gedenktafel am Bonhoefferhaus in der Marienburger Allee; hier wurde er am 5. April 1943 verhaftet

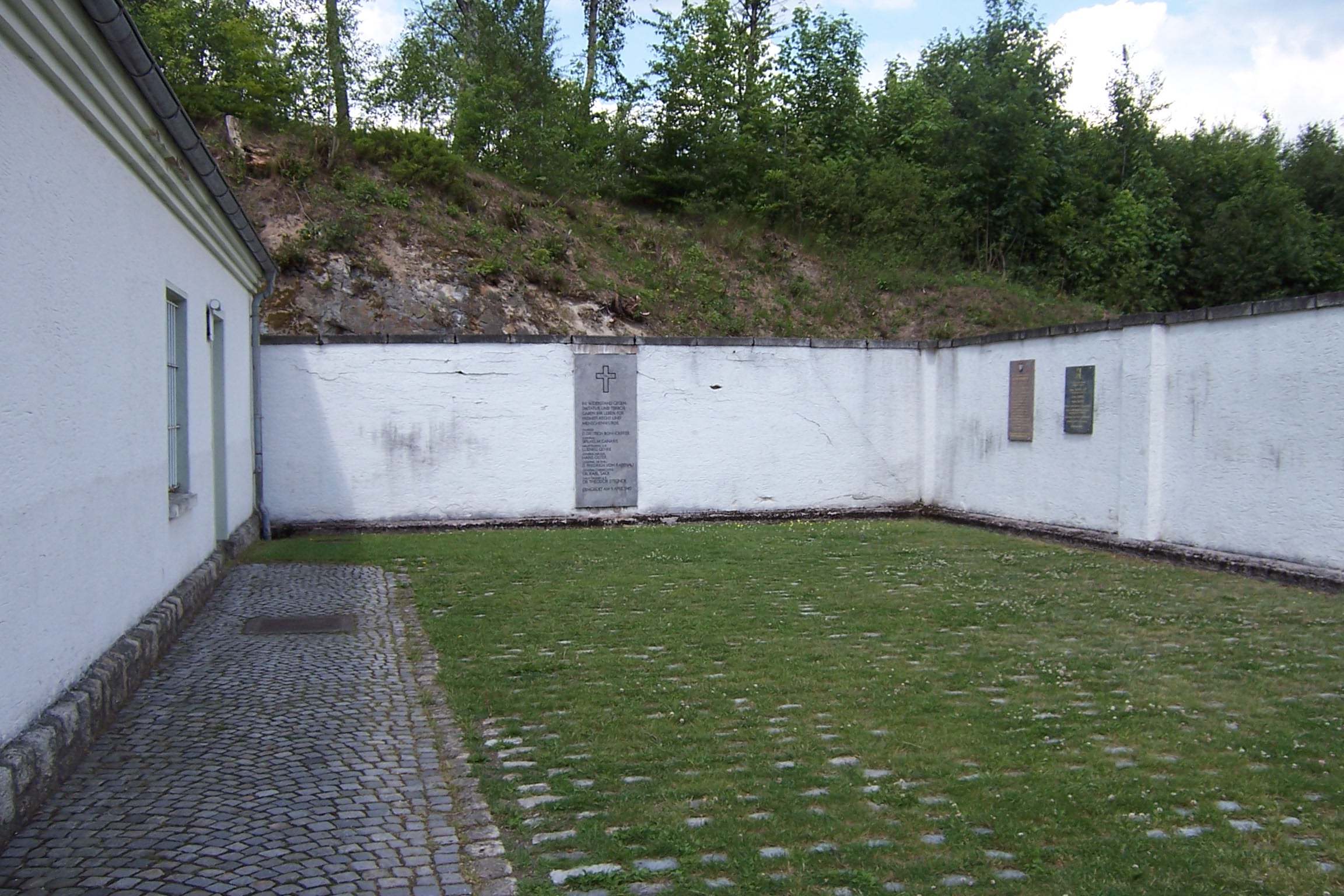
Die Hinrichtungsstätte Bonhoeffers: der Hof des Arrestblocks im KZ Flossenbürg

Am 13. und 21. März 1943 unternahmen Angehörige der Gruppe um Canaris, Oster und Klaus Bonhoeffer Anschläge auf Adolf Hitler, die fehlschlugen. Am 5. April wurde Dietrich Bonhoeffer gleichzeitig mit seinem Schwager Hans von Dohnanyi wegen „Wehrkraftzersetzung“ verhaftet und im Untersuchungsgefängnis der Wehrmacht in Tegel gefangen gehalten. Im September 1943 wurde die Anklage durch den Wehrmachtsrichter Manfred Roeder fertiggestellt (die Anklageschrift wurde 1991 im Militärhistorischen Archiv Prag wieder aufgefunden). Das gegen Bonhoeffer beabsichtigte Strafverfahren vor dem Volksgerichtshof wurde aber nicht eröffnet. Ein Grund dafür war, dass höhere Beamte mit Verbindungen zu Widerstandskreisen, z. B. der damals noch nicht verhaftete Heeresrichter Karl Sack, das Verfahren aufhalten konnten.
Am 20. Juli 1944 unternahm Claus Schenk Graf von Stauffenberg ein weiteres Attentat auf Adolf Hitler, das knapp fehlschlug. Bei den nachfolgenden intensiven Verhören konnte die Gestapo Bonhoeffer und anderen Mitverschwörern keine Beteiligung daran nachweisen. Zufällig fand die Gestapo aber im Frühherbst 1944 in einem Geheimarchiv der Abwehr in einem Wehrmachtsbunker in Zossen Papiere, unter denen sich Dokumente der Umsturzversuche befanden, an denen Canaris beteiligt war, und einige Tagebuchseiten von Canaris. Außerdem fand die Gestapo dort akribische Aufzeichnungen von Verbrechen des NS-Regimes. Dohnanyi hatte diese Berichte gemacht, um später die Bevölkerung sowie die Alliierten über die Verbrechen aufzuklären. Mit diesen Dokumenten sollte auch der Widerstand gegen Hitler gerechtfertigt werden. Dohnanyi hatte die Papiere in seinem Büro in der Zentrale der Abwehr im Panzerschrank aufbewahrt; nach und nach hatte er sie in das Geheimarchiv bringen lassen. Damit war die Beweislage gegen die Widerstandsgruppe der Abwehr und vor allem auch für Dohnanyi und Bonhoeffer unbestreitbar geworden.
Am 8. Oktober 1944 überstellte ihn die Gestapo in den Keller ihrer damaligen Zentrale in der Prinz-Albrecht-Straße 8. Dort verblieben Bonhoeffer, Canaris, Dohnanyi, Gehre, General Oster und der mittlerweile auch verhaftete Karl Sack als persönliche Gefangene Hitlers, ohne dass ihnen der Prozess gemacht wurde.
Am 17. Januar 1945 schrieb Bonhoeffer seinen letzten Brief an seine Eltern. Am 7. Februar wurde er in die Arrestzelle einer SS-Kaserne in der Nähe des KZ Buchenwald (nicht jedoch in das eigentliche Lager) verlegt. Sein Zellengenosse war der schon im Ersten Weltkrieg hochdekorierte Wehrmachtsgeneral Friedrich von Rabenau, der ebenfalls eine theologische Ausbildung besaß; zwischen beiden entwickelte sich eine Freundschaft, und sie führten angeregte Gespräche, die auch mit Interesse von ihren Mitgefangenen verfolgt wurden. Als überzeugte Christen stimmten Bonhoeffer und Rabenau in ihrer Sicht auf den Nationalsozialismus überein, allerdings hatte sich Rabenau zwar am Widerstand, jedoch aus Gewissensgründen niemals an Attentatsplanungen gegen Hitler beteiligt. Beide blieben bis zum Ende Schicksalsgenossen; Rabenau wurde wenige Tage nach Bonhoeffer an gleicher Stelle ohne Urteil hingerichtet.
Am 5. April 1945 ordnete Adolf Hitler die Hinrichtung aller noch nicht exekutierten „Verschwörer“ des 20. Juli 1944 an und damit auch jene Dietrich Bonhoeffers. Als dieser Anfang April in das KZ Flossenbürg überführt wurde, ahnte er wohl, dass ihn die Hinrichtung erwartete. Er trug dem britischen Mitgefangenen Payne Best, den er kurz zuvor in Buchenwald kennengelernt hatte, einige Worte zum Überbringen an seinen Freund George Bell auf, den Bischof von Chichester. Bell notierte sich Bonhoeffers letzte Botschaft 1945 wie folgt:

„Tell him (he said) that for me this is the end but also the beginning. With him I believe in the principle of our Universal Christian brotherhood which rises above all national interests, and that our victory is certain – tell him, too, that I have never forgotten his words at our last meeting.“

„Sagen Sie ihm, sagte er, dass dies für mich das Ende, aber auch der Anfang ist. Mit ihm glaube ich an das Prinzip unserer universellen christlichen Brüderlichkeit, die über alle nationalen Interessen hinausgeht, und dass unser Sieg sicher ist – sagen Sie ihm auch, dass ich seine Worte bei unserem letzten Treffen nie vergessen habe.“

In einer drei Tage später abgehaltenen angeblichen „Kriegsgerichtsverhandlung“ wurde Bonhoeffer zusammen mit Wilhelm Canaris, Hans Oster, Karl Sack und Ludwig Gehre in einem kurzen Prozess am 8. April 1945 zum Tode durch den Strang verurteilt. Ankläger war ein hoher Funktionär im Reichssicherheitshauptamt, der Abteilungsleiter und SS-Standartenführer Walter Huppenkothen, der einen Tag zuvor bereits in einem anderen Verfahren Hans von Dohnanyi, den Schwager Dietrich Bonhoeffers, zum Tode hatte verurteilen lassen. Den Vorsitz dieses Scheinprozesses gegen Bonhoeffer und andere hatte der der Befehlsgewalt Huppenkothens unterworfene Otto Thorbeck, Inhaber der Chefrichterstelle beim SS- und Polizeigericht in München. Beisitzer waren der Kommandant des KZ Flossenbürg Max Koegel und eine weitere unbekannte Person. Verteidiger waren nicht anwesend, Zeugen wurden nicht vernommen. Die Verhandlung fand ohne Protokollführer statt; eine neue Akte wurde nicht angelegt. Die Prozessakten gegen Bonhoeffer, die bei einem Bombenangriff auf Berlin verbrannt waren, lagen nicht vor. Da es keine Zeugen gab, konnten Thorbeck und Huppenkothen nach dem Ende des Nationalsozialismus behaupten, dass das Verfahren nach Recht und Gesetz abgelaufen sei.
Dietrich Bonhoeffer wurde in der Morgendämmerung des 9. April 1945 zum Tod durch Hängen geführt. Die zur Hinrichtung Bestimmten mussten sich völlig entkleiden und nackt zum Galgen gehen. Der SS-Lagerarzt Hermann Fischer-Hüllstrung berichtete darüber 1955 schriftlich:

„Durch die halbgeöffnete Tür eines Zimmers im Barackenbau sah ich vor der Ablegung der Häftlingskleidung Pastor Bonhoeffer in innigem Gebet mit seinem Herrgott knieen. Die hingebungsvolle und erhörungsgewisse Art des Gebetes dieses außerordentlich sympathischen Mannes hat mich auf das Tiefste erschüttert. Auch an der Richtstätte selbst verrichtete er noch ein kurzes Gebet und bestieg dann mutig und gefaßt die Treppe zum Galgen. Der Tod erfolgte nach wenigen Sekunden. Ich habe in meiner fast 50jährigen ärztlichen Tätigkeit kaum je einen Mann so gottergeben sterben sehen.“

An dieser Darstellung gibt es erhebliche Zweifel: Solche entstehen zum einen im Blick auf die Person des Berichterstatters, der in Wirklichkeit die Aufgabe hatte, die bis zur Ohnmacht Strangulierten wiederzubeleben, um ihren Todeskampf zu verlängern, und der überdies mit der zehn Jahre später erfolgten legendarischen Stilisierung wahrscheinlich vor allem ein positives Licht auf sich selbst werfen wollte. Zum andern bestehen diese im Blick auf die belegten Umstände wie die sechsstündige Dauer des gesamten Hinrichtungsvorgangs und die Beschaffenheit des Galgens in Flossenbürg, der keine „Treppe“ hatte.

## Juristische Aufarbeitung der Strafverfolgung und Verurteilung Bonhoeffers
Am 15. September 1945 erstattete Adolf Grimme, der zur Roten Kapelle gehört hatte, Anzeige gegen den NS-Richter Manfred Roeder wegen dessen Beteiligung an den Verfahren gegen Dietrich Bonhoeffer, Hans von Dohnanyi und 49 Mitglieder der Roten Kapelle und wegen des Einsatzes erpresserischer Zwangsmittel. Das zunächst in Nürnberg und danach in Lüneburg geführte Verfahren wurde jedoch – sehr umstritten – eingestellt.
1956 erklärte der Bundesgerichtshof in einem Verfahren gegen Thorbeck und Huppenkothen, die Bonhoeffer, Dohnanyi u. a. 1945 zum Tode verurteilt hatten: „In einem Kampf um Sein oder Nichtsein sind bei allen Völkern von jeher strenge Gesetze zum Staatsschutz erlassen worden.“ Einem Richter könne „angesichts seiner Unterworfenheit unter die damaligen Gesetze“ kein Vorwurf daraus gemacht werden, wenn er „glaubte“, Widerstandskämpfer „zum Tode verurteilen zu müssen“. Damit wurden die Akteure des Widerstandes zu Verbrechern erklärt. Das Verfahren, das ein anderer Senat des BGH 1952 noch als „offenkundiges“ Scheinverfahren angesehen hatte, wurde als ein ordnungsgemäßes Gerichtsverfahren angesehen. Das Urteil des SS-Standgerichts habe dem damaligen Recht entsprochen und sei daher auch weiterhin gültig.
Ein weiterer Gesichtspunkt wurde bei diesem Urteil allerdings offensichtlich außer Acht gelassen: Bonhoeffer war als Mitarbeiter des Amtes Ausland/Abwehr der Wehrmachtsgerichtsbarkeit unterstellt. Das SS-Standgericht konnte also nicht für ihn zuständig sein, so dass das Todesurteil selbst nach den Regeln des NS-Staates eigentlich von vornherein ungültig war.
Dies galt bis in die 1990er Jahre, so dass Dietrich Bonhoeffers Verwandten z. B. keine Entschädigungen als Verfolgten des Naziregimes zugesprochen wurden. Erst durch das Gesetz zur Aufhebung nationalsozialistischer Unrechtsurteile in der Strafrechtspflege wurden NS-Unrechtsurteile für nichtig erklärt und damit auch Bonhoeffer formell für unschuldig erklärt.
Bonhoeffer nahm die Konsequenz seines Widerstands, den Tod als Rechtsbrecher im Sinne des geltenden Staatsgesetzes, bewusst an. Er sah sich nicht als „unschuldig“, sondern nahm seinen Tod als Folge seines Handelns aus Gottes Hand: „Wer das Schwert nimmt, kann (wird) durch das Schwert umkommen“ (Mt 26,52).

## Theologie

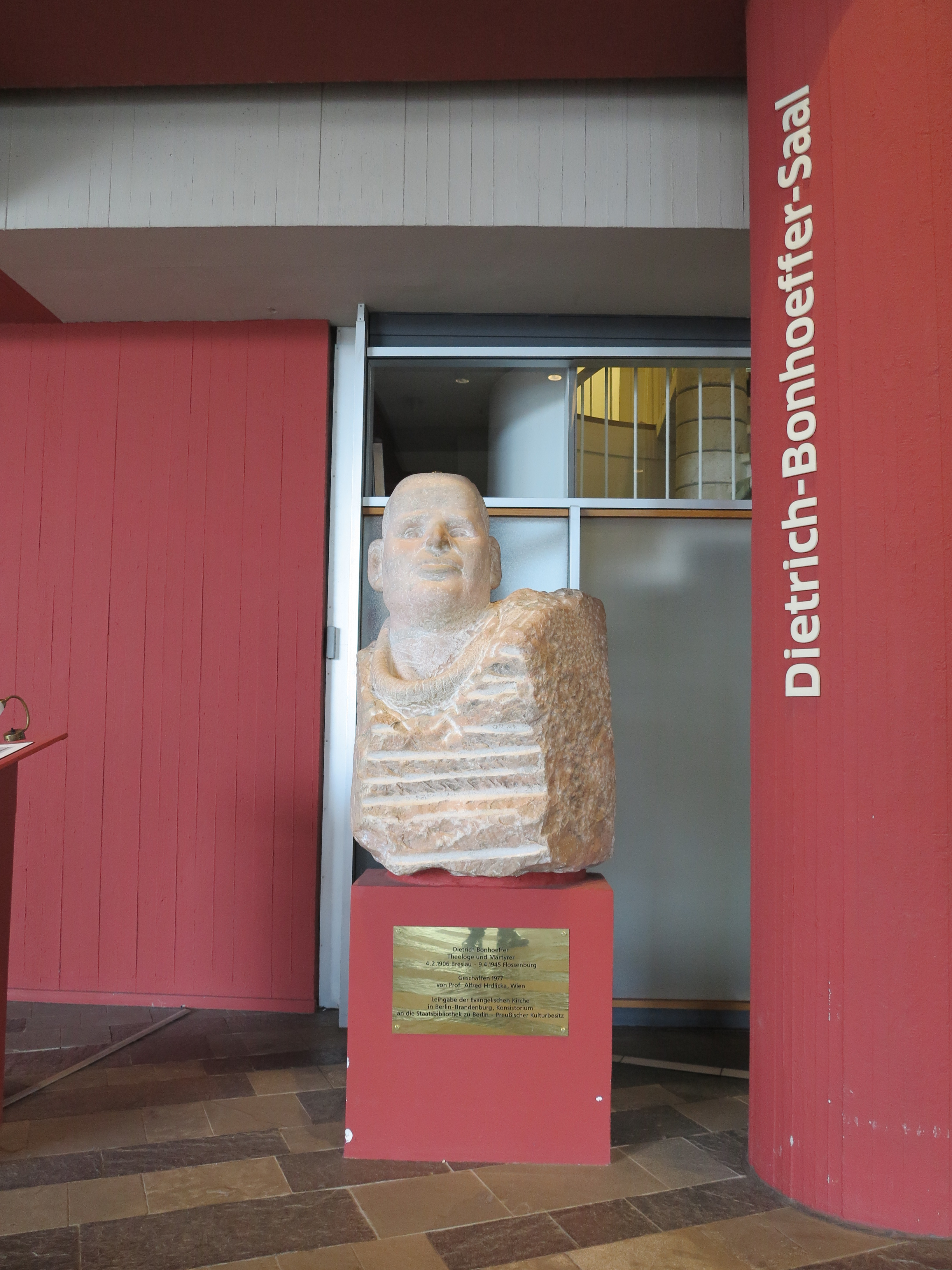
Bonhoeffer-Saal in der Staatsbibliothek am Potsdamer Platz (2019)

Bonhoeffers Theologie wurde durch die historischen Umstände vorangetrieben und verarbeitete Einflüsse der dialektischen Theologie, des Herrnhuter Pietismus, der lutherischen Tradition, des römischen Katholizismus und des Neoprotestantismus etwa Adolf von Harnacks, Martin Kählers, Rudolf Ottos oder Wilhelm Diltheys. Bonhoeffer verband alttestamentliches Gesetzesdenken und neutestamentliche Christozentrik. Zentrales Thema ist auch die Kirche als Leib Christi, als die Gemeinde der Nachfolger Christi und von Gott zur Solidarität mit der Welt beauftragte Gemeinschaft. Bonhoeffers Theologie ist nach innen gerichtet, trägt mystische Züge, verliert aber nie den Bezug zur Praxis. Dieses weite Spektrum lädt zu sehr unterschiedlichen Interpretationen seines Werkes ein und macht Bonhoeffer zum Kronzeugen durchaus unterschiedlicher theologischer Schulen und Denkrichtungen. Das führte z. B. bei Christen und Kirchen in der DDR zu einer allmählichen Öffnung zum Sozialismus, die schließlich unter Berufung auf die Theologie Bonhoeffers in dem Konzept einer „Kirche im Sozialismus“ mündete.

### Jesus Christus als Mitte
Der Mittelpunkt, um den sich Bonhoeffers Theologie entwickelt, ist Jesus Christus. Von diesem Mittelpunkt her ergänzen und bedingen sich theologisches Nachdenken, spirituelle Tiefe und ethisches Verantwortungsbewusstsein. Das geistliche wie geistige Wahrnehmen der Mitte ist die Grundlage christlicher Existenz. Von diesem Zentrum her erhalten alle Elemente von Bonhoeffers Werk eine Einheit, und es sperrt sich in eine Einordnung in die klassischen Disziplinen evangelischer Universitätstheologie.
Die Religionskritik des 19. Jahrhunderts ist in Bonhoeffers Nachdenken über Christus als dem Grund der Kirche gegenwärtig. In Anspielung auf Ludwig Feuerbach und Adolf von Harnack betitelte er 1928 einen Vortrag Jesus Christus und vom Wesen des Christentums. Darin sah er im Sinn von Karl Barths Dialektischer Theologie Wissen, Moral, Kirche und Religion als vergebliche Wege zu Gott. „Soll Mensch und Gott zusammenkommen, so gibt es nur einen Weg: den Weg Gottes zum Menschen.“ In Jesus wird deutlich, dass Gott dem Menschen in einer bedingungslosen Liebe nachgeht, die „stärker ist als der Tod“ (vgl. Hld 8,6 ). Christus könne nicht in einem An-sich-sein, sondern nur in seinem Für-mich-sein, in gegenseitiger personaler Bezogenheit und nur in der Gemeinde gedacht werden. Bonhoeffer sieht unter Berufung auf das Neue Testament, Paulus und Luther als wichtige Frage der Christologie: „Wer bist du, bist du Gott selbst?“ Die Alte Kirche habe sich dagegen „in die Scylla der ‚Wie-Frage‘“, die moderne Theologie in die „Charybdis der ‚Daß-Frage‘“ verwirrt. Jesus Christus könne nur als Mensch gegenwärtig sein, jedoch nur als Gott „ewig anwesend, ewig gleichzeitig“ sein.
Christ-Sein besteht im Beten und im Tun des Gerechten unter den Menschen, denn Menschwerdung und Kreuz begründen eine umfassende Liebe zur Welt. In einem Brief an Theodor Litt heißt es 1939:

„Allein weil Gott ein armer, elender, unbekannter, erfolgloser Mensch wurde, und weil Gott sich von nun an allein in dieser Armut, im Kreuz, finden lassen will, darum kommen wir von dem Menschen und von der Welt nicht los, darum lieben wir die Brüder.“

### Diesseitigkeit und Kirche
Diese christozentrische Perspektive bringt Bonhoeffer im 1940 begonnenen Fragment seiner „Ethik“ dazu, das jahrhundertelang vorherrschende Denkmodell der Zwei-Reiche-Lehre abzulehnen: Hier Kirche, da die Welt; hier Evangelium, da Gesetz. Er konstatiert dagegen:

„Je ausschließlicher wir Christus als den Herrn bekennen, desto mehr enthüllt sich die Weite seines Herrschaftsbereiches. […] Die Welt gehört zu Christus und nur in Christus ist sie, was sie ist. Sie braucht darum nichts geringeres als Christus selbst. Alles wäre verdorben, wollte man Christus für die Kirche aufbewahren, während man der Welt nur irgendein, vielleicht christliches, Gesetz gönnt. […] Seit Gott in Christus Fleisch wurde und in die Welt einging, ist es uns verboten, zwei Räume, zwei Wirklichkeiten zu behaupten: Es gibt nur diese eine Welt.“

Bonhoeffer betonte jedoch seine Übereinstimmung mit Martin Luther: Des Christen „Gehorsamspflicht bindet ihn solange, bis die Obrigkeit ihn direkt zum Verstoß gegen das göttliche Gebot zwingt.“ Diese Einschränkung hatte Luther mit Hinweis auf Apg 5,29  auch gemacht. Bonhoeffer sah eine klare Trennung zwischen Welt und Gemeinde, betonte aber immer wieder den Auftrag der Gemeinde, der Welt Christus zu verkündigen, der nicht nur für die Gemeinde, sondern für die ganze Welt starb: „Sie [die Welt] steht mit der Gemeinde im Kampf auf Leben und Tod. Dennoch ist es der Auftrag und das Wesen der Gemeinde, gerade dieser Welt ihre Versöhnung mit Gott zuzusprechen und ihr die Wirklichkeit der Liebe Gottes zu enthüllen, gegen die sie blind wütet“, so Bonhoeffer in seiner Ethik und genauso auch in seiner Nachfolge: „Es ist eine kleine Gemeinde, die er gefunden hat, und es ist eine große Gemeinde, die er sucht, wenn er das Volk ansieht. Jünger und Volk, sie gehören zusammen, die Jünger werden seine Boten sein, sie werden auch hier und dort Hörer und Gläubige finden. Und doch, es wird eine Feindschaft bis ans Ende zwischen ihnen sein.“
Ein Christ kann somit gleichzeitig in der Realität Gottes und der Welt leben. Die jetzige Welt ist von ihrem herabgeminderten Status des Vorläufigen befreit. Das „Vorletzte“ ist „Hülle des Letzten“, die letzten Dinge zeigen sich in der Geschichte, und diese ist offen für die Möglichkeiten des Reiches Gottes. Wenn dem so ist, kommt der gläubige Mensch nur durch die Welt zu Gott, nicht an der Welt vorbei. Auch hier bricht Bonhoeffer mit alten theologischen Mustern, die den Wert des Natürlichen und die Eigenständigkeit des Diesseitigen abqualifizieren. So kann Bonhoeffer auch den Kritikern wie Ludwig Feuerbach, Karl Marx oder Sigmund Freud etwas entgegensetzen, die den christlichen Glauben als illusionär und auf ein Jenseits vertröstend kritisierten.
Auch wenn Bonhoeffer individuelle Frömmigkeit und ethisches Handeln des Einzelnen bedenkt, tut er das vor dem Hintergrund des Eingebettet-Seins des Einzelnen in die christliche Gemeinschaft. Theologie ist für ihn betendes Denken, Denken auf Knien innerhalb der Kirche.
An der vorfindlichen Kirche leidet er und ist mit ihr solidarisch. In Anlehnung an Hegels Wort „Gott als Gemeinde existierend“ spricht Bonhoeffer von „Christus als Gemeinde existierend“: Gott tritt in seiner Offenbarung aus sich heraus, er ist nicht frei vom Menschen, sondern frei für den Menschen. Kirche ist gleichwohl „Offenbarungsform“ wie auch „ein Stück Welt“ (Dissertation Sanctorum Communio). 1931 schrieb er in seiner Habilitation Akt und Sein: „Gott ist da; d. h. nicht in ewiger Nichtgegenständlichkeit, sondern – mit aller Vorläufigkeit ausgedrückt – ,habbar‘, fassbar in seinem Wort in der Kirche.“
So wie „Christus der Mensch für andere ist“, folgt für Bonhoeffer daraus: „Die Kirche ist nur Kirche, wenn sie für andere da ist“. Seiner Kirche hält er dagegen 1944 vor, sie habe „in diesen Jahren nur um ihre Selbsterhaltung gekämpft […], als wäre sie ein Selbstzweck“.

### Ethik
Da der einzelne Christ und die Gemeinschaft der Glaubenden in die Welt gestellt sind, können sie Entscheidungen in konkreten persönlichen und historischen Situationen nicht ausweichen. Bonhoeffer kritisiert eine Ableitung von Normen aus abstrakten Prinzipien:

„Die Kirche darf also keine Prinzipien verkündigen, die immer wahr sind, sondern nur Gebote, die heute wahr sind. Denn, was ‚immer‘ wahr ist, ist gerade heute nicht wahr. Gott ist uns ‚immer‘ gerade ‚heute‘ Gott.“

Nur so kann sich die Fülle des Lebens, die Jesu Botschaft verspricht, erschließen. Die Rechtfertigung des Sünders allein aus Glauben gibt Freiheit des Handelns. Das Wissen, sich durch Tun, aber auch durch Unterlassen schuldig machen zu können, führt nur dann nicht zur Verzweiflung, wenn sich der glaubende Mensch und auch die Gemeinde der „teuren Gnade“ Gottes gewiss sein können. Diese muss nicht durch Nachfolge verdient werden, hat aber Konsequenzen in der Nachfolge. In der 1937 fertiggestellten Nachfolge sieht Bonhoeffer den Zusammenbruch der organisierten Kirchen als eine Folge der zu „billig“ erworbenen Gnade und zieht eine negative Bilanz des Volkskirchentums:

„Man gab die Verkündigung und die Sakramente billig, man taufte, man konfirmierte, man absolvierte ein ganzes Volk, ungefragt und bedingungslos. […] man spendete Gnadenströme ohne Ende, aber der Ruf in die strenge Nachfolge Christi wurde seltener gehört.“

Als junger Theologe akzeptierte Bonhoeffer noch den Krieg als notwendiges Übel. Für den Fall eines Verteidigungskriegs berief er sich 1929 – entgegen seinem situationsorientierten Ansatz – zur Lösung des Konfliktes zwischen Nächsten- und Feindesliebe auf eine Schöpfungsordnung:

„Gott hat mich meiner Mutter, meinem Volke gegeben; was ich habe, danke ich diesem Volk; was ich bin, bin ich durch mein Volk, so soll auch was ich habe ihm wieder gehören, das ist göttliche Ordnung, denn Gott schuf die Völker.“

Bis 1934 vollzog er jedoch eine „Wendung des Theologen zum Christen“ (E. Bethge) und hin zum Pazifismus. Eine Beschäftigung 1931 mit Psalm 119 , dem Liebeslied an das Gesetz, und der Bergpredigt empfand Bonhoeffer als Schlüsselerlebnis. Dadurch wurden Gehorsam und Jüngerschaft zentrale persönliche und theologische Themen.
Während der internationalen Jugend-Friedenskonferenz in Ciernoborské Kúpele (Tschechoslowakei) 1932 wies er noch eine Begründung aus der Bergpredigt zurück, da diese nicht als Gesetz missverstanden werden dürfe. Ebenfalls ersetzte er den Begriff der Schöpfungsordnung durch den einer „Erhaltungsordnung“: Ordnungen der Welt sind nur erhaltenswert, wenn sie die Sünde aufzuhalten und „dem Evangelium den Weg offen zu halten vermögen.“ Eine internationale Friedensordnung sei daher kein „Stück des Reiches Gottes“, sondern pragmatisch-historisch notwendig, da der gegenwärtige Krieg „die sichere Selbstvernichtung beider Kämpfenden“ beinhalte. Um ohne Lüge zu sprechen und gehört zu werden, müssten die Kirchen ihre Zerrissenheit überwinden. Sie sollten die „Idealisierung und Vergötzung“ verweigern, derer der Krieg „bedarf, um leben zu können“. Rechtfertigung des Kampfes bedeute kein Ja zum Krieg: „Dort, wo eine Gemeinschaft des Friedens Wahrheit und Recht gefährdet oder erstickt, muß die Friedensgemeinschaft zerbrochen und der Kampf angesagt werden.“
Auf der Jugendkonferenz in Fanö 1934 war Bonhoeffers Begründung seiner Friedensethik dagegen deutlich „christlicher“: Der „Gott der Bergpredigt“ habe schon immer die Übertretung des Gebotes „Du sollst nicht töten“ gerichtet. Er zitierte im Blick auf die Rüstungsanstrengungen der Nationalsozialisten und Abrüstungsappelle des Völkerbundes Mahatma Gandhi: „Es gibt keinen Weg zum Frieden – Frieden ist der Weg.“ Bonhoeffer plädiert für „Frieden statt Sicherheit“, vertraut selbst im Fall eines militärischen Angriffs auf den Gott der Geschichte und glaubt an die Wirkung gewaltfreien Widerstands: „Wer von uns darf denn sagen, daß er wüsste, was es für die Welt bedeuten könnte, wenn ein Volk – statt mit der Waffe in der Hand – betend und wehrlos und darum gerade bewaffnet mit der allein guten Wehr und Waffen den Angreifer empfinge?“ Er sieht die Änderung politischer Zustände nicht mehr als Sache der Welt an, sieht kaum Chancen für politische Vernunft. Über die Verkündigung des Friedensgebots hinaus sollten die Kirchen daher sofort mit der Realisierung der Friedensethik beginnen.

„Nur das eine große ökumenische Konzil der Heiligen Kirche Christi aus aller Welt kann es so sagen, daß die Welt zähneknirschend das Wort vom Frieden vernehmen muß und daß die Völker froh werden, weil diese Kirche Christi ihren Söhnen im Namen Christi die Waffen aus der Hand nimmt und ihnen den Krieg verbietet und den Frieden Christi ausruft über die rasende Welt […] Die Stunde eilt, die Welt starrt in Waffen  […] die Kriegsfanfare kann morgen geblasen werden – worauf warten wir noch? Wollen wir selbst mitschuldig werden, wie nie zuvor?“

### Stellvertretendes Schuldbekenntnis
In Bonhoeffers Ethik findet sich ein an den Zehn Geboten orientiertes stellvertretendes Schuldbekenntnis für das Versagen der Bekennenden Kirche gegenüber der Judenverfolgung seit 1933, das nach 1945 bis heute von den deutschen Kirchen so nicht nachgesprochen wurde:

„Das Bekenntnis der Schuld geschieht ohne Seitenblick auf die Mitschuldigen. Es ist streng exklusiv, indem es alle Schuld auf sich nimmt. […] durch nichts anderes bezwingt uns Christus stärker als dadurch, daß er unsere Schuld bedingungslos und vollständig auf sich nahm, sich für schuldig erklärte an unserer Schuld und uns frei ausgehen ließ. Der Blick auf diese Gnade Christi befreit gänzlich vom Blick auf die Schuld der anderen […] Mit diesem Bekenntnis fällt die ganze Schuld der Welt auf die Kirche, auf die Christen, und indem sie hier nicht geleugnet, sondern bekannt wird, tut sich die Möglichkeit der Vergebung auf.
 Es ist zunächst die ganz persönliche Schuld des Einzelnen, die hier als vergiftende Quelle der Gemeinschaft erkannt wird. […] Ich bin schuldig des ungeordneten Begehrens, ich bin schuldig des feigen Verstummens, wo ich hätte reden sollen, ich bin schuldig der Heuchelei und der Unwahrhaftigkeit angesichts der Gewalt, ich bin schuldig der Unbarmherzigkeit und der Verleugnung der Ärmsten meiner Brüder, ich bin schuldig der Untreue und des Abfalls von Christus. […] Diese vielen Einzelnen schließen sich ja zusammen in dem Gesamt-Ich der Kirche. In ihnen und durch sie erkennt die Kirche ihre Schuld.
 Die Kirche bekennt, ihre Verkündigung von dem einen Gott, der sich in Jesus Christus für alle Zeiten offenbart hat und der keine anderen Götter neben sich leidet, nicht offen und deutlich genug ausgerichtet zu haben. […] Sie hat dadurch den Ausgestoßenen und Verachteten die schuldige Barmherzigkeit oftmals verweigert. Sie war stumm, wo sie hätte schreien müssen, weil das Blut der Unschuldigen zum Himmel schrie. […] Die Kirche bekennt, die willkürliche Anwendung brutaler Gewalt, das leibliche und seelische Leiden unzähliger Unschuldiger, Unterdrückung, Haß und Mord gesehen zu haben, ohne ihre Stimme für sie zu erheben, ohne Wege gefunden zu haben, ihnen zu Hilfe zu eilen. Sie ist schuldig geworden am Leben der schwächsten und wehrlosesten Brüder Jesu Christi. […] Die Kirche bekennt, begehrt zu haben nach Sicherheit, Ruhe, Friede, Besitz, Ehre, auf die sie keinen Anspruch hatte, und so die Begierden der Menschen nicht gezügelt, sondern gefördert zu haben. Die Kirche bekennt sich schuldig des Bruchs aller zehn Gebote, sie bekennt darin ihren Abfall von Christus. […] Durch ihr eigenes Verstummen ist die Kirche schuldig geworden an dem Verlust an verantwortlichem Handeln, an Tapferkeit des Einstehens und der Bereitschaft, für das als recht Erkannte zu leiden. Sie ist schuldig geworden an dem Abfall der Obrigkeit von Christus.
 Ist das zuviel gesagt? War denn nicht die Kirche nach allen Seiten gehindert und gebunden? Stand nicht die ganze weltliche Gewalt gegen sie? Durfte denn die Kirche ihr Letztes, ihre Gottesdienste, ihr Gemeindeleben gefährden, indem sie den Kampf mit den antichristlichen Gewalten aufnahm? So spricht der Unglaube … Das freie Schuldbekenntnis ist ja nicht etwas, das man tun oder auch lassen könnte, sondern es ist der Durchbruch der Gestalt Jesu Christi in der Kirche, den die Kirche an sich geschehen läßt oder sie hört auf, Kirche Christi zu sein. […] Indem die Kirche ihre Schuld bekennt, entbindet sie die Menschen nicht von eigenem Schuldbekenntnis, sondern sie ruft sie in die Gemeinschaft des Schuldbekenntnisses hinein. Nur als von Christus gerichtete kann die abgefallene Menschheit vor Christus bestehen. Unter dieses Gericht ruft die Kirche alle, die sie erreicht.“

### „Stationen auf dem Wege zur Freiheit“
Als Reaktion auf das gescheiterte Attentat und im Wissen darum, dass seine Lage immer aussichtsloser wurde, verfasste Bonhoeffer im August 1944 das Gedicht Stationen auf dem Wege zur Freiheit. In den vier Strophen Zucht – Tat – Leiden – Tod verbindet es praktischen Einsatz („Nicht das Beliebige, sondern das Rechte tun und wagen, nicht im Möglichen schweben, das Wirkliche tapfer ergreifen“) mit Annahme von Ohnmacht („Nur einen Augenblick berührtest du selig die Freiheit, dann übergabst du sie Gott, damit er sie herrlich vollende.“)
Bereits in einem Brief vom 21. Juli 1944 hatte Bonhoeffer Diesseitigkeit dem Streben nach Heiligkeit entgegengesetzt:

„Wenn man völlig darauf verzichtet hat, aus sich selbst etwas zu machen – sei es einen Heiligen oder einen bekehrten Sünder oder einen Kirchenmann (eine sogenannte priesterliche Gestalt), einen Gerechten oder einen Ungerechten, einen Kranken oder Gesunden – und dies nenne ich Diesseitigkeit, nämlich in der Fülle der Aufgaben, Fragen, Erfolge und Misserfolge, Erfahrungen und Ratlosigkeiten leben –, dann wirft man sich Gott ganz in die Arme, dann nimmt man nicht mehr die eigenen Leiden, sondern das Leiden Gottes in der Welt ernst, dann wacht man mit Christus in Gethsemane, und ich denke, das ist Glaube, das ist metanoia und so wird man ein Mensch, ein Christ.“

Er meinte jedoch keine „platte und banale Diesseitigkeit der Aufgeklärten, der Betriebsamen, der Bequemen oder der Lasziven, sondern die tiefe Diesseitigkeit, die voller Zucht ist, und in der die Erkenntnis des Todes und der Auferstehung immer gegenwärtig ist“.
Der Satz des Gedichts „Nicht in der Flucht der Gedanken, allein in der Tat ist die Freiheit“ wandte sich gegen alle lutherischen, pietistischen und liturgischen Rückzüge aus dem politischen Gottesdienst, wie sie damals etwa die Alpirsbacher und die Berneuchener Bewegung vertraten. In die gleiche Richtung zielt Bonhoeffers lediglich mündlich überlieferter Satz: „Nur wer für die Juden schreit, darf auch gregorianisch singen.“

### „Von guten Mächten“
Seinem Brief vom 19. Dezember 1944 an seine Verlobte fügte Bonhoeffer „ein paar Verse, die mir in den letzten Abenden einfielen“ als „Weihnachtsgruß für Dich und die Eltern und Geschwister“ an: Von guten Mächten treu und still umgeben.

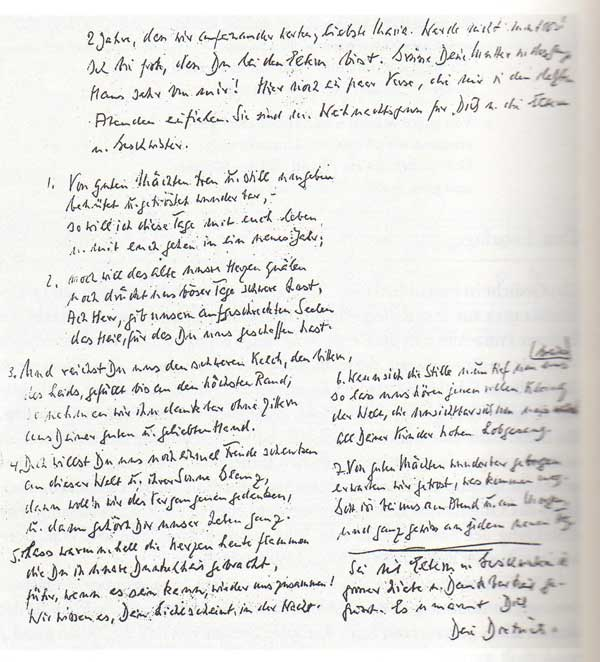
Briefseite mit dem Gedicht

Dieses persönlich-biografische Gedicht bezog sich auch auf seine eigene Situation als Gefangener und die seiner Familie vor dem unausgesprochenen Hintergrund der NS-Herrschaft und des Krieges. Sein Bruder Klaus sowie die Schwager Hans von Dohnanyi und Rüdiger Schleicher waren inhaftiert, Bruder Walter war gefallen, seine Zwillingsschwester Sabine war mit ihrem jüdischen Mann Gerhard Leibholz ins Ausland gegangen. Am Anfang des Briefes schrieb Bonhoeffer:

„So habe ich mich noch keinen Augenblick allein und verlassen gefühlt. Du und die Eltern, Ihr alle, die Freunde und Schüler im Feld, Ihr seid mir immer ganz gegenwärtig. […] Wenn es im alten Kinderlied von den Engeln heißt: ‚zweie, die mich decken, zweie, die mich wecken‘, so ist diese Bewahrung am Abend und am Morgen durch gute unsichtbare Mächte etwas, was wir Erwachsenen heute nicht weniger brauchen als die Kinder.“

### Religionsloses Christentum
Den Bezug der Theologie auf Diesseitigkeit und konkretes Handeln radikalisiert Bonhoeffer in der Haft in Tegel, zum ersten Mal dokumentiert in einem Brief an Eberhard Bethge vom 30. April 1944. Darin und in weiteren erhaltenen Briefen skizziert er das Programm einer nichtreligiösen Interpretation biblischer Begriffe und der weltlichen Rede von Gott.
Glauben an Gott gibt es, so Bonhoeffer, nur im Diesseits. Der pure „Jenseits-Gott“ ist das Wesenskonstitutive der „Religion“. Die Bedeutung einer solchen Religion sieht er in seiner Zeit dramatisch schwinden und analysiert, die Zeit der Innerlichkeit, des Gewissens und der klassischen Metaphysik sei vorbei. Er beobachtet auch bei seinen Mitgefangenen, dass der Krieg im Gegensatz zu früheren keine große religiöse Reaktion hervorgerufen hat, den autonomen Menschen lehrt selbst Not nicht mehr beten. Allgemein habe es die Geschichte der Wissenschaft und menschlicher Emanzipation unredlich werden lassen, Gott als Lückenbüßer an den Grenzen der Erkenntnis, in menschlicher (aufzudeckender) Schwäche oder Sünde zu sehen. Bonhoeffer kritisiert es, diese Grenzen auszunutzen, um ängstlich Raum für Gott auszusparen. Ein solcher Gottesbegriff ist für den mündigen Menschen sinnlos geworden, und selbst Tod und Sünde sind keine echten Grenzen mehr.
Gegen eine solche defensive Haltung innerhalb der Kirchen setzt Bonhoeffer auf die zentrale Botschaft des Evangeliums und die Kraft des Glaubens, den er in der Tradition Karl Barths von Religion abgrenzt. „Gott ist mitten in unserem Leben jenseitig. Die Kirche steht nicht dort, wo das menschliche Vermögen versagt, an den Grenzen, sondern mitten im Dorf.“ Dies sieht er auch als eine Rückbesinnung auf das Alte Testament, auf den Glauben an einen Gott, der sich in der Geschichte und in einer Gemeinschaft zeigt.
Bereits in seiner Dissertation 1930 hatte Bonhoeffer die Kirchenferne des Bürgertums diagnostiziert, eine leere Religiosität innerhalb der Kirche kritisiert und diese zu mehr Ernsthaftigkeit aufgefordert. 1932 sagte er nach dem Regierungswechsel zu Franz von Papen:

„Nicht das ist Ungehorsam, daß wir so wenig religiös sind, sondern daß wir eigentlich ganz gern religiös wären […], sehr beruhigt darüber, wenn irgendeine Regierung die christliche Weltanschauung proklamiert […] je frömmer wir sind, umso weniger [lassen] wir [es] uns sagen, daß Gott gefährlich ist, daß Gott seiner nicht spotten lässt […]“

Seine Antwort auf die Säkularisierung ist eine „gemeinschaftszentrierte, pietistische, persönliche Disziplin“. Er steht in der Tradition der Frömmigkeit und Ethik seines familiären Umfelds. Seine Aufforderung zu einem religionslosen Christentum ist ein Versuch, christliches Reden und Handeln in Übereinstimmung zu bringen. Identität stiftende Glaubensinhalte sollen im Sinn einer Arkandisziplin im Hintergrund, geheim bleiben, und er setzte sich für eine Erneuerung von Formen monastischen Lebens ein. In diesem Sinn ist sein Satz zu verstehen: „Vor Gott und mit Gott leben wir ohne Gott.“
Bonhoeffer greift ebenfalls auf seine frühere Unterscheidung zwischen „Vorletztem und Letztem“ zurück. Christus kam in die Welt, und so lässt sich nur weltlich, verhüllt von den letzten Dingen reden. Daraus entwickelt er die Vorstellung eines an der Welt leidenden Gottes, der den Menschen zur Anteilnahme auffordere, die er in poetischer Form in seinem Gedicht Christen und Heiden verdichtet. Zentral ist dabei der Gedanke, dass nur der mitleidende und ohnmächtige Gott helfen kann. Bonhoeffer betont damit auch, dass es ohne Kreuz keine Auferstehung gibt, und wendet sich damit gegen eine „billige Vertröstung auf ein Jenseits“.
Er sieht die Möglichkeit, religionslos und weltlich von Gott, Kirche, Gottesdienst oder Gebet zu sprechen, konnte jedoch nicht mehr ausarbeiten, wie eine solche neue Sprache und Praxis des Glaubens konkret werden könnte. Nach dem Zweiten Weltkrieg lösten diese Gedanken heftige Kontroversen aus, bis hin zum Entstehen einer Gott-ist-tot-Theologie. Heute gelten Bonhoeffers Prognosen vom Absterben der Religion – insbesondere im weltweiten Maßstab – teils als überholt, teils als unverstandener und uneingelöster Anspruch an Kirchen und Gesellschaft.

### Einheit von Denken, Reden und Tun
Bonhoeffers Ansatz verbindet Lehre und Leben, Denken, Reden und Tun und wäre somit geeignet, eine verbreitete Aufspaltung zwischen persönlicher Frömmigkeit, gemeindlichem Leben und universitärer Theologie zu überwinden. Theologie verlöre dann ihre scheinbare Objektivität der normativen Sätze – „erfahrungslosen Redens von fremden Erfahrungen“ (Eugen Drewermann) – und gewänne eine lebendige Subjektivität sowie unmittelbaren Zugang zur Praxis.

## Rezeption, Wirkung

### Evangelische Kirche in der Nachkriegszeit
Bereits 1945 gab die Ökumenische Kommission für die Pastoration der Kriegsgefangenen in Genf ein 60-seitiges Heft mit dem Titel Das Zeugnis eines Boten, zum Gedächtnis von Dietrich Bonhoeffer heraus. Darin veröffentlichte der ÖRK die ihm im Mai bekanntgewordene Nachricht von Bonhoeffers Ermordung mit einem kurzen Lebenslauf. Zudem berichtete Willem Adolf Visser ’t Hooft über seine Begegnungen mit Bonhoeffer in London (1939) und Genf (1941) und Fabian von Schlabrendorff über die Zeit Ende 1944 bis Anfang 1945, die sie gemeinsam in Gestapohaft verbrachten. Auf weiteren 40 Seiten werden Auszüge aus Bonhoeffers Schriften und Gedichten veröffentlicht, unter diesen mit dem Titel Neujahr 1945 auch das Gedicht Von guten Mächten.
Die Berlin-Brandenburgische Landeskirche verschwieg seinen Namen 1945 in der Kanzelabkündigung zum ersten Jahrestag des 20. Juli 1944. Zudem hieß es in der Empfehlung an die Pfarrer, Christen könnten den Anschlag „niemals gutheißen, in welcher Absicht er auch ausgeführt sein mag. Aber unter denen, die haben leiden müssen, waren Ungezählte, die einen solchen Anschlag niemals gewollt haben.“ Als echter christlicher Märtyrer galt nur Paul Schneider, der im KZ aus der Zelle heraus über den Appellplatz die SS als Mörder angeklagt und ein Bibelwort gerufen hatte, und der – wie man meinte – keinen politischen Widerstand im engeren Sinn des Wortes geübt habe.
Einige Bielefelder Pastoren protestierten 1948 gegen Straßenbenennungen nach Bonhoeffer, „weil wir die Namen unserer Amtsbrüder, die um ihres Glaubens willen getötet sind, nicht in eine Reihe mit politischen Märtyrern gestellt wissen wollen.“ Darauf antwortete der Vater Karl Bonhoeffer:

„Mein Sohn hätte an sich gewiß nicht den Wunsch gehabt, daß Straßen nach ihm benannt werden. Andererseits bin ich überzeugt, daß es nicht nach seinem Sinn wäre, sich von den aus politischen Gründen ums Leben Gebrachten, mit denen er jahrelang im Gefängnis und KZ zusammen gelebt hat, zu distanzieren.“

1949 erschien ein Buch von Bernhard Heinrich Forck, das Lebensbilder von „Blutzeugen der Bekennenden Kirche“ präsentiert. Bonhoeffer wurde nicht mehr mit dem Makel des „politischen“ Widerstandes behaftet, sondern selbstverständlich und ohne Einschränkung mit 16 anderen evangelischen Christen als christlicher Märtyrer gewürdigt. Der Autor setzt gleich im Vorwort einen deutlichen Akzent. Er schreibt:

„Der Unterschied zur Widerstandsbewegung liegt aber darin, dass der Ansatzpunkt des Kampfes nicht in der Politik, sondern ausschließlich im Bekenntnis der Kirche lag. Alle, von denen in diesem Buche die Rede ist, und mit ihnen alle Männer und Frauen, die in gleicher Bedrängnis und Anfechtung standen, haben ihre Leiden nicht darum auf sich genommen, weil sie mit der Politik des Dritten Reiches nicht einverstanden waren und in ihr ein Verhängnis für unser Volk erkannten, sondern nur und ganz ausschließlich aus dem Grunde, weil sie das Bekenntnis der Kirche angegriffen sahen und es, gelte es auch den Einsatz des Lebens, um der Treue zu Christus willen zu wahren hatten. Über ihrem Leben und Leiden stand der Befehl Jesu Christi. Darum liegt über ihrem Sterben auch die Verheißung unseres Herrn Jesu Christi. Es soll das Bemühen dieses Buches sein, mit unüberhörbarer Eindeutigkeit darauf hinzuweisen, dass es sich in dem Kampf der Kirche nur um das Bekenntnis zu Jesus Christus, dem E i n e n Herrn, dem König der Könige handelte, und die Kirche sich selbst aufgibt, wenn ihr dies Bekenntnis zu Jesus Christus nicht mehr oberstes Gesetz und die Verheißung ihres Arbeitens und Handelns ist […]“

Da es sich um eine frühe Würdigung des evangelischen Widerstandes handelt, seien hier die Namen genannt. Es werden erinnert und geehrt: Friedrich Weißler, Paul Schneider, Martin Gauger, Ernst Berendt, Paul Richter, Fritz Müller, Werner Sylten, Erich Sack, Ernst Kasenzer, Helmut Hesse, Hildegard Jacoby, Ludwig Steil, Hans Buttersack, Georg Maus, Ewald Dittmann, Friedrich Justus Perels.

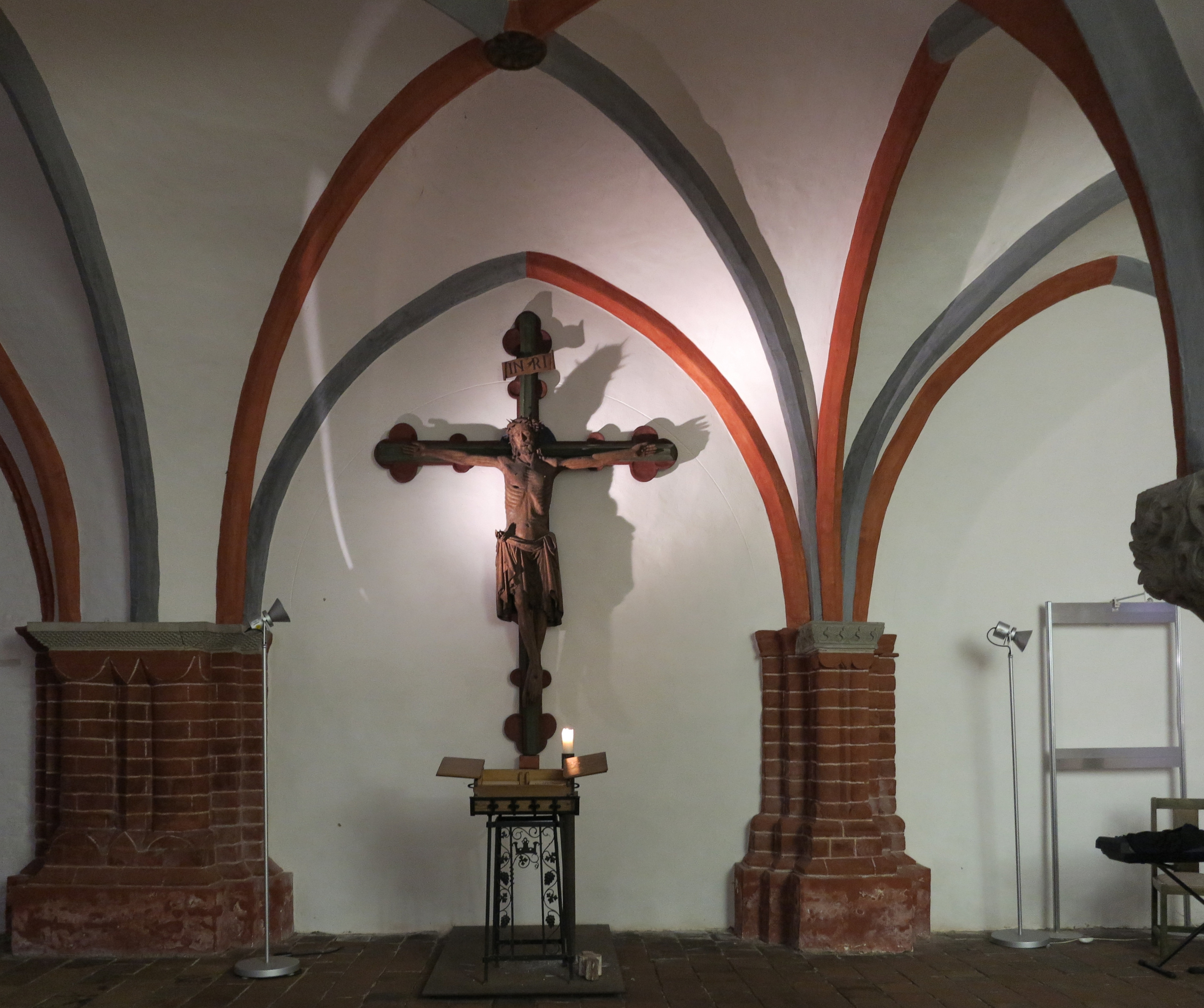
Gedenkstätte für ev. Märtyrer in der Krypta des Brandenburger Doms (2025)

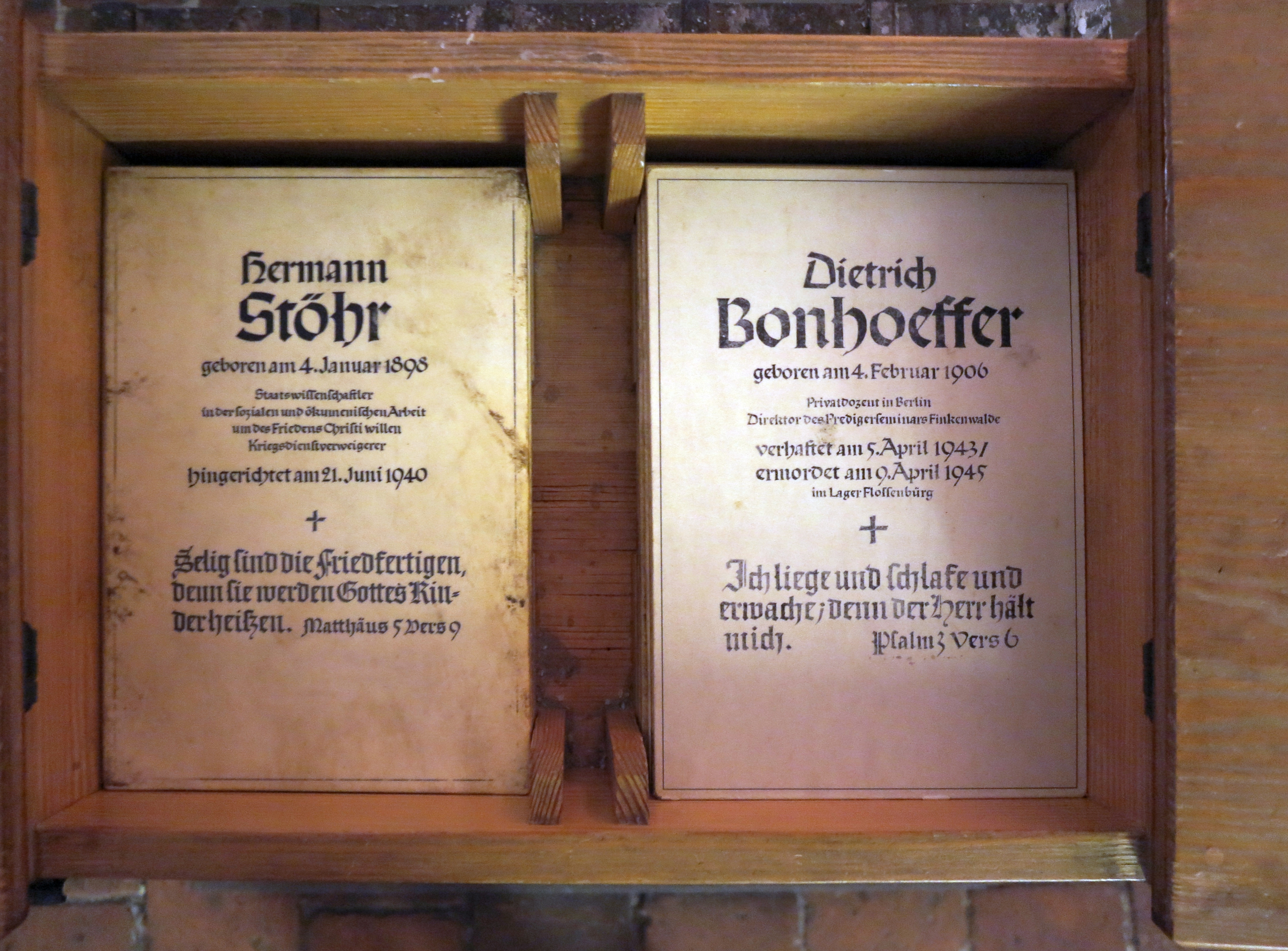
Dietrich Bonhoeffer und Herrmann Stöhr als Beispiele für die ev. Märtyrer (2025)

Dieses Buch war die Grundlage für die wahrscheinlich früheste kirchliche Gedenkstätte für den evangelischen Widerstand und damit auch für Dietrich Bonhoeffer durch den Bonhoeffer-Schüler Albrecht Schönherr in der Krypta des Brandenburger Domes. Im Frühjahr 1953 lief die antievangelische Propaganda der DDR auf Hochtouren. Schönherr wollte offensichtlich zeigen, dass es Widerstand gegen das Nazi-Regime nicht nur von Kommunisten, sondern auch von (evangelischen) Christen gegeben hat. Er stellte vor einem mittelalterlichen Kreuz eine von Wilhelm Groß gefertigte Holzschatulle auf, in der auf Karton geschrieben die Lebensdaten und jeweils ein Bibelspruch der im Forck-Buch genannten Märtyrer zu lesen sind (erweitert um Herrmann Stöhr). Dieses Ensemble wird seit 1985 ergänzt durch ein Kunstwerk von Michael Morgner, der sich intensiv mit Bonhoeffer beschäftigt hat.

### Kirche an der Seite der Armen

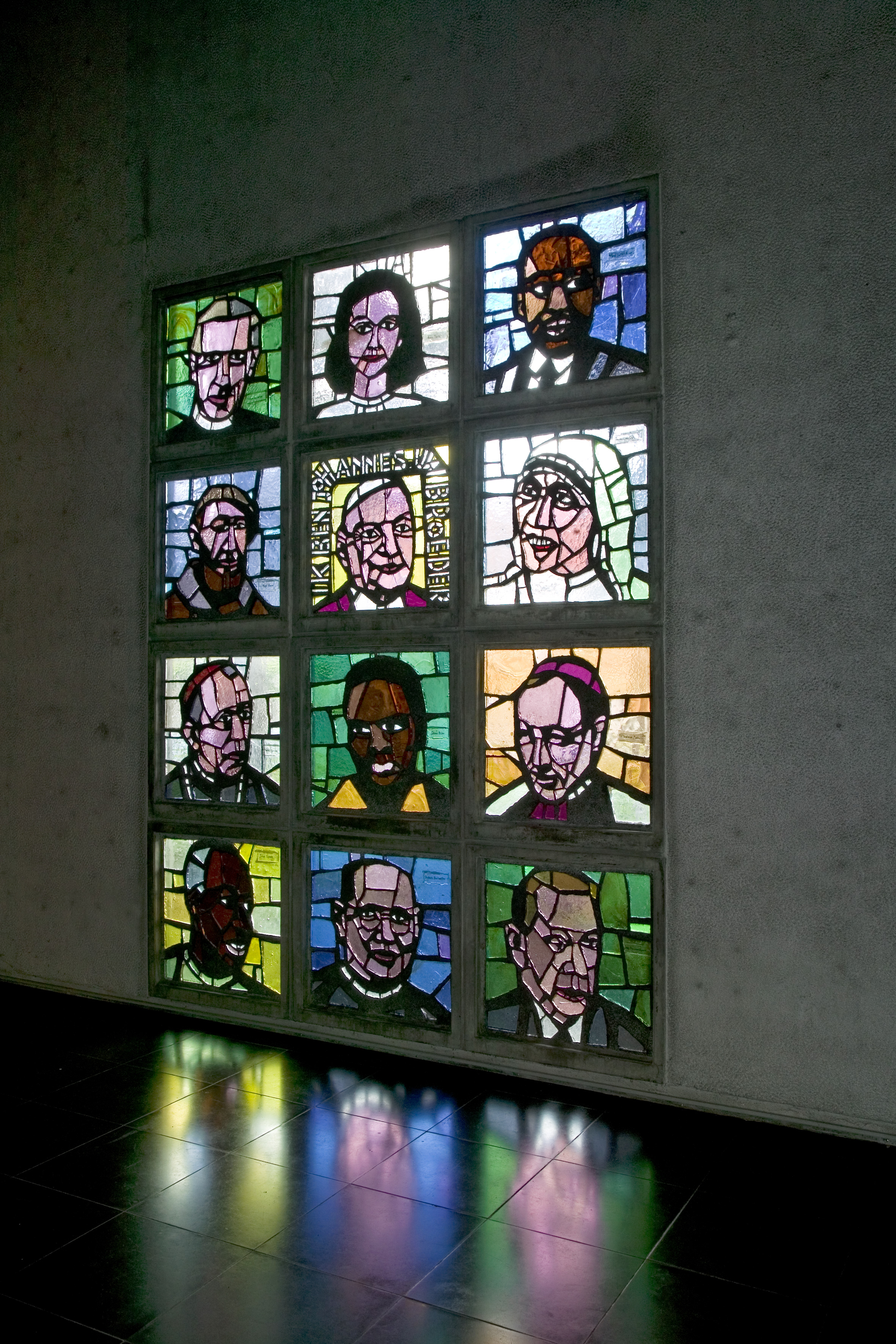
Porträts neuzeitlicher Heiliger und Märtyrer in der römisch-katholischen Annakirche in Heerlen, Bonhoeffer untere Reihe Mitte (2007)

Dietrich Bonhoeffer sah die Kirche seiner Zeit als nicht zu einem rechtzeitigen Widerstand bereit und fähig. In seinen Gefängnisbriefen entwarf er die Vision einer zukünftigen Kirchengestalt ohne staatliche Privilegien an der Seite der Armen und Verfolgten. Während diese Vision in Deutschland und Mitteleuropa weithin unbeachtet blieb, ist sie in den Armuts- und Befreiungsbewegungen der Ökumene außerhalb Europas aufgegriffen und teilweise umgesetzt worden: etwa in Südafrika noch während des Apartheidregimes oder in den Basisgemeinden Brasiliens und Mittelamerikas sowie der dort entstandenen Befreiungstheologie. Wesentlich war dafür die Verbindung des „ökumenischen Impetus“ Bonhoeffers mit seinem Verständnis von Diesseitigkeit und Kirche jenseits von „Eigenrotation“. Insbesondere rezipierten die Befreiungstheologen Frei Betto, Gustavo Gutierrez, Jon Sobrino und Franz Hinkelammert Bonhoeffers Schriften. Widerstand und Ergebung erschien 1983 in spanischer Sprache als erstes Buch des neuen Staatsverlags des sandinistischen Nicaragua.

### Ökumenische Bemühungen um Frieden und Gerechtigkeit
Bonhoeffers zeitweilige Nähe zu pazifistischen Haltungen wirkte stark in jeweils aktuelle Diskussionen wie die um die Wiederaufrüstung der Bundesrepublik, den 2. Golfkrieg oder den Kosovokrieg. Sein Aufruf zu einem ökumenischen Friedenskonzil motivierte entscheidend den in der Friedensbewegung der 1980er Jahre entstandenen Konziliaren Prozess.

### Polen
Ähnlich wie in Lateinamerika und Südafrika suchten auch in der Volksrepublik Polen christliche Intellektuelle nach einer theologischen Rechtfertigung für ihren Widerstand gegen die Unterdrückung im eigenen Land. Diese Rechtfertigung fanden sie bei Bonhoeffer. In Polen kam noch der Akzent hinzu, dass der evangelische Pfarrer, der sein Eintreten für die Juden und seinen Widerstand gegen Hitler mit dem Leben bezahlt hatte, das Propagandabild vom „bösen Deutschen“ in Frage stellte und so Wege zur Versöhnung mit Deutschland ebnete. Eine Untersuchung von Michał Paziewski aus dem Jahr 2016 zeigt ausführlich auf, welchen großen Einfluss Bonhoeffer auf die demokratische Opposition in Volkspolen und bei der Gestaltung der Gesellschaft nach dem Zusammenbruch des Ostblocks hatte.
Inzwischen findet in Wrocław und Szczecin jedes Jahr ein Symposium zu Bonhoeffer statt. Oft ökumenisch und mit internationaler Beteiligung. Oft verbunden mit einer öffentlichkeitswirksamen Aktion wie der Enthüllung einer Gedenktafel oder einer Straßenbenennung.

## Ehrung, Erinnerung, propagandistische Nutzung
Bonhoeffer wird heute von der Evangelischen Kirche in Deutschland, der Evangelisch-Lutherischen Kirche in Amerika, der Church of England, der Church in Wales und der Episcopal Church als Märtyrer und hervorragender Theologe verehrt. Sein Gedenktag für diese Kirchen ist der 9. April. Auch die Römisch-katholische Kirche führt Dietrich Bonhoeffer in ihrem Deutschen Martyrologium des 20. Jahrhunderts als Märtyrer auf.
Etliche Schulen, Gemeindehäuser und Kirchen wurden nach Bonhoeffer benannt (siehe Dietrich-Bonhoeffer-Schule, Dietrich-Bonhoeffer-Kirche). Das Klinikum Neubrandenburg erhielt am 9. April 2002 den Namen Dietrich-Bonhoeffer-Klinikum Neubrandenburg. Auch einige evangelische Pfadfinder-Stämme (in Bayreuth, Butzbach, Kappeln, Nördlingen und Wolfsburg) haben sich nach ihm benannt.
Im ehemaligen Wohnhaus von Karl Bonhoeffer, in welchem auch Dietrich Bonhoeffer während seiner Aufenthalte in Berlin lebte, richtete die Evangelische Landeskirche Berlin 1987 die Erinnerungs- und Begegnungsstätte Bonhoeffer-Haus ein.
Berlin benannte 1950 das Bonhoefferufer an der Spreekurve hinter dem Schloss Charlottenburg nach dem Theologen, Dresden hat seit 1993 den Bonhoefferplatz, Köln, Münster, Bochum, Duisburg, Kiel, Göttingen, Erlangen, Karlsruhe, Gütersloh und viele andere Städte haben eine Bonhoefferstraße oder einen Bonhoefferweg. Insgesamt sind es über 300 Straßen, die nach Dietrich Bonhoeffer benannt sind.
Einer der seit 2017 in Betrieb genommenen Intercity-Express-Züge (ICE 4) sollte nach Dietrich Bonhoeffer benannt werden. Allerdings wurde das Vorhaben, Züge nach historischen Persönlichkeiten zu benennen, im folgenden Jahr nach heftigen Diskussionen wieder fallengelassen (mit Ausnahme des bereits „getauften“ „Martin Luther“).
Seit April 2019 erinnert eine Tafel in der KZ-Gedenkstätte Buchenwald an das Wirken Dietrich Bonhoeffers.
An mehreren Orten stehen Statuen oder Büsten Bonhoeffers. Ein vom Bildhauer Karl Biedermann 1989 gegossener Bronzetorso steht seit 1997 neben der Berliner Zionskirche. 1999 wurde eine Replik vor der Elisabethkirche in Bonhoeffers Geburtsstadt Breslau aufgestellt. Eine von Alfred Hrdlicka 1977 geschaffene Büste steht seit 2002 im Foyer der Staatsbibliothek Berlin, Haus Potsdamer Straße. In Bamberg, Ansbach und auf dem Rathausplatz der Stadt Marl stehen ebenfalls Bonhoeffer-Denkmäler im öffentlichen Raum. Weitere künstlerische Darstellungen Bonhoeffers finden sich in der Westminster Abbey, der Rumänisch-Orthodoxen Kirche in Nürnberg, im Naumburger Dom, und an der Hauptkirche Sankt Petri in Hamburg (von Fritz Fleer). In Anlehnung an seine Haft nahe Buchenwald wurde 2025 in Weimar-Nord eine Gedenkstele aus Kalkstein errichtet, an der Tafeln mit Zitaten, seinem Konterfei und den Lebensdaten zu sehen sind.
Bonhoeffer genießt in ganz unterschiedlichen Kreisen einen hervorragenden Ruf und dient ihnen zur Rechtfertigung ihrer Ziele. Dies gilt nicht zuletzt für rechtsgerichtete Kreise in den Vereinigten Staaten; gegen diese „Vereinnahmung“ regt sich Widerstand, unter anderem von amerikanischen und deutschen Kirchenvertretern, die hierin einen propagandistischer Missbrauch sehen. In diesem Sinne wandten sie sich im Jahr 2024 in einem offenen Brief gegen eine solche Instrumentalisierung Bonhoeffers.

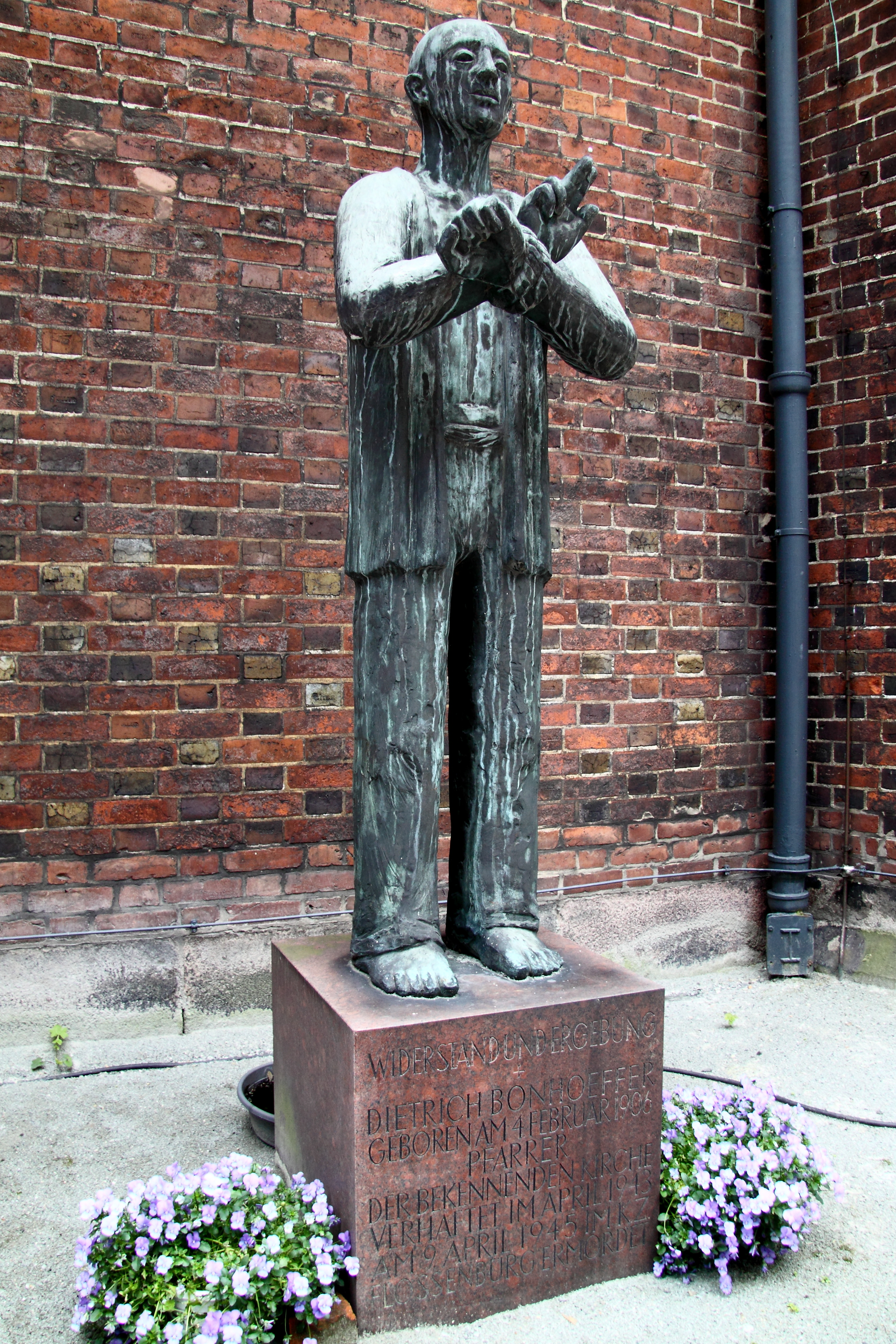
Bonhoeffer-Statue von Fritz Fleer (1979) an der Hauptkirche Sankt Petri (Hamburg) (2014)
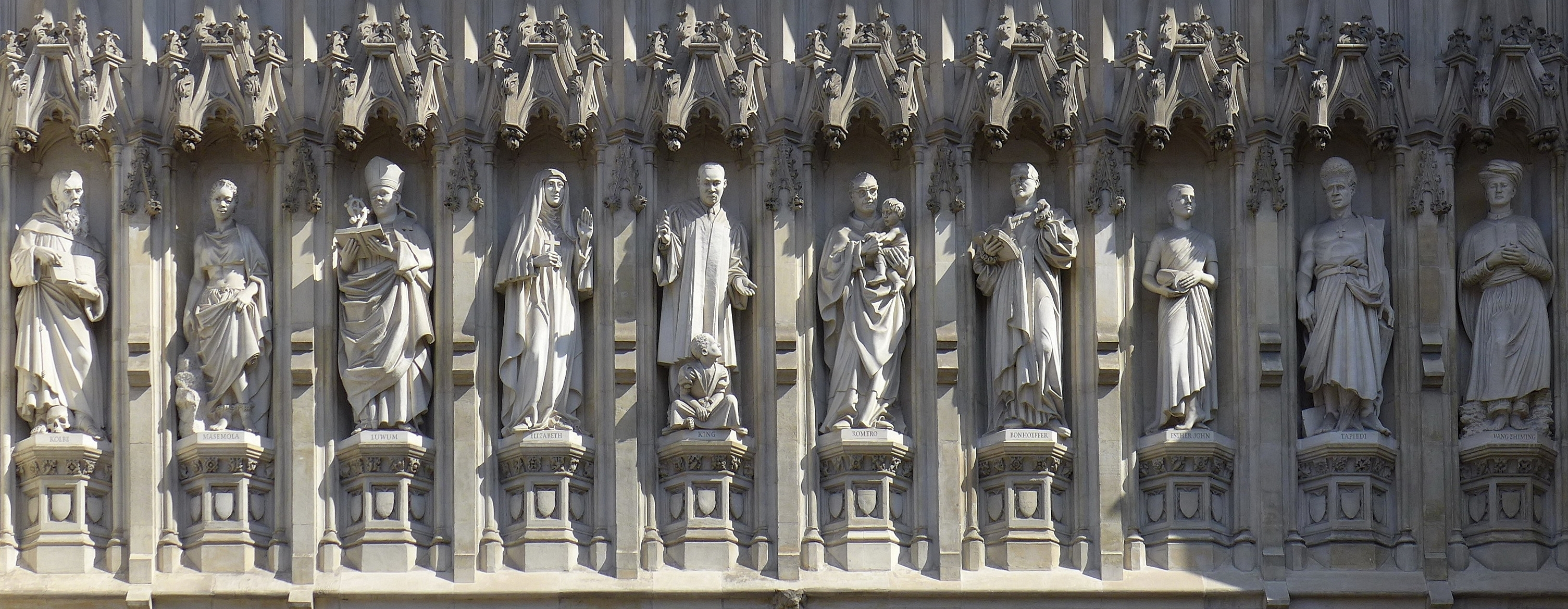
Märtyrer des 20. Jahrhunderts an der Westminster Abbey (Westwand; v. l. n. r.): Maximilian Kolbe, Manche Masemola, Janani Luwum, Großfürstin Elisabeth von Russland, Martin Luther King, Óscar Romero, Dietrich Bonhoeffer, Esther John, Lucian Tapiedi und Wang Zhiming (2015)
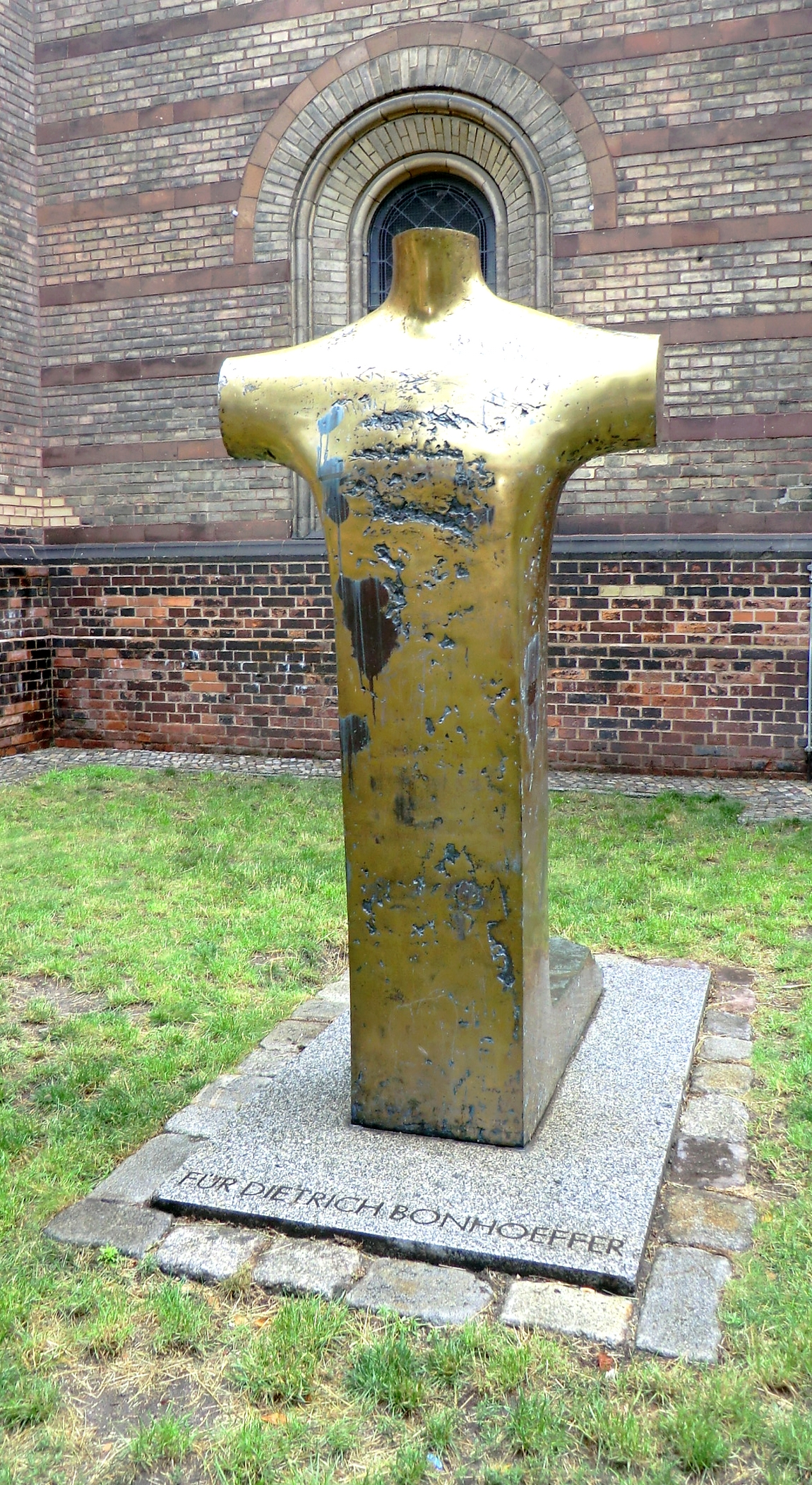
Bronzetorso neben der Berliner Zionskirche (2020)
Der Maler Michael Triegel hat den fehlenden Teil des Naumburger Cranach-Altars im Juli 2022 durch ein neues Bild ersetzt: an prominenter Stelle Dietrich Bonhoeffer, links neben der Madonna. Foto August 2022

## Werke
Ein Großteil der veröffentlichten Werke Bonhoeffers wurde nach dem Tod aus verschiedenen Unterlagen zusammengestellt. Diese Quellen und ihre Herkunft machte die Werkausgabe (DBW) 1986–1999 umfassend zugänglich.
- Literatur von und über Dietrich Bonhoeffer im Katalog der Deutschen Nationalbibliothek
- Bonhoeffer in Finkenwalde. Briefe, Predigten, Texte aus dem Kirchenkampf gegen das NS-Regime 1935–1942. Studienausgabe mit Hintergrunddokumenten und Erläuterungen, hrsg. von Karl Martin unter Mitarbeit von L.-Maximilian Rathke. Fenestra-Verlag, Wiesbaden/Berlin 2012.
- Dietrich Bonhoeffer: Werke. (DBW) 17 Bände und 2 Ergänzungsbände. Hrsg. von Eberhard Bethge u. a.; Kaiser, Gütersloh 1986–1999.
 Diese kritische Gesamtausgabe ist als Grundlage für alle Arbeiten über Bonhoeffer geeignet.
- Sanctorum Communio. Dissertation. 1927, ISBN 3-579-01871-X.
- Akt und Sein. Transzendentalphilosophie und Ontologie in der systematischen Theologie. Habilitationsschrift. 1930, ISBN 3-579-01872-8.
- Die Kirche vor der Judenfrage. (PDF; 34 kB) 1933.
- Nachfolge. 1937, ISBN 3-579-01874-4; TB, ISBN 3-579-00455-7.
- Ethik. 1949, ISBN 3-579-01876-0; TB, ISBN 3-579-05161-X.
- Beten und Tun des Gerechten. Glaube und Verantwortung im Widerstand. ISBN 3-7655-1107-2.
- Schöpfung und Fall. Theologische Auslegung von Genesis 1–3. Evangelischer Verlag A. Lempp, München 1937.
- Schöpfung und Fall. Versuchung. Kaiser, München 1968, ISBN 3-579-01873-6.
- Die Weisheit Gottes – Jesus Christus. Hrsg. von Manfred Weber. Kiefel, Gütersloh 1998, ISBN 3-579-05606-9.
- Gemeinsames Leben (= Theologische Existenz heute, Heft 61). Chr. Kaiser Verlag, München 1939, ISBN 3-579-01875-2; TB, ISBN 3-579-00452-2.
- Widerstand und Ergebung. Briefe und Aufzeichnungen aus der Haft. Hrsg. von Eberhard Bethge. 
Gesammelte Werke, Band 8. Kaiser, Gütersloh 1998, ISBN 3-579-01878-7;
 Auswahl als Taschenbuchausgabe: Gütersloher Taschenbücher 457. 17. Auflage. Gütersloher Verlags-Haus, Gütersloh 2002, ISBN 3-579-00457-3.
Darin: Von der Dummheit. Essay, entstanden 1943, Volltext bei Wikisource 2016.
- Brautbriefe Zelle 92. Dietrich Bonhoeffer – Maria von Wedemeyer 1943–1945. C. H. Beck, München 2006, ISBN 3-406-54440-1.
- Das Gebetbuch der Bibel. Eine Einführung in die Psalmen. 10. Auflage. Hänssler, Neuhausen/Stuttgart 1980, ISBN 3-7751-0343-0. Zuerst als Nr. 8 der Reihe Hinein in die Schrift, MBK-Verlag, Bad Salzuflen 1940.
- Fragmente aus Tegel. Drama und Roman. Chr. Kaiser Verlag, München 1978, ISBN 3-459-01164-5.
- Schweizer Korrespondenz 1941/42. Im Gespräch mit Karl Barth. Kaiser, München 1982, ISBN 3-459-01465-2.
- Christologie. Kaiser, München 1981, ISBN 3-459-01351-6.
- Versuchung. Bearbeitet und hrsg. von Eberhard Bethge. 3. Auflage. Kaiser, München 1956.
- Die Antwort auf unsere Fragen. Gedanken zur Bibel. 9. Auflage. Gütersloher Verlagshaus, Gütersloh 2005, ISBN 978-3-579-02272-7.
- Von guten Mächten wunderbar geborgen. Mosaik bei Goldmann, München 2010, ISBN 978-3-442-17163-7 (mit Kurzbiographie und einem Nachwort von Manfred Weber).

### Biografien
- Josef Ackermann: Dietrich Bonhoeffer – Freiheit hat offene Augen. Eine Biographie. Gütersloher Verlagshaus, Gütersloh 2005, ISBN 3-579-07109-2.
- Eberhard Bethge:
  - Dietrich Bonhoeffer. Theologe – Christ – Zeitgenosse. Eine Biographie. Chr. Kaiser, München 1968 / Gütersloher Verlagshaus, Gütersloh, ISBN 3-579-02272-5.
  - Dietrich Bonhoeffer. Rowohlt Bildmonographien, Reinbek 2006, ISBN 978-3-499-50684-0.
- Renate Bethge: Dietrich Bonhoeffer: Eine Skizze seines Lebens. Gütersloher Verlaghaus, Gütersloh 2004, ISBN 3-579-07100-9.
- Hans Buchheim: Bonhoeffer, Dietrich. In: Neue Deutsche Biographie (NDB). Band 2, Duncker & Humblot, Berlin 1955, ISBN 3-428-00183-4, S. 443 f. (Digitalisat).
- Wolfgang Huber: Dietrich Bonhoeffer. Auf dem Weg zur Freiheit. C.H. Beck, München 2019.
- Carl-Jürgen Kaltenborn: Dietrich Bonhoeffer. 4. Auflage, Union Verlag, Berlin (Ost) 1985, DNB 850647339.
- Georg Kretschmar: Dietrich Bonhoeffer. In: Heinrich Fries, Georg Kretschmar (Hrsg.): Klassiker der Theologie, Band 2: Von Richard Simon bis Dietrich Bonhoeffer. C. H. Beck, München 1983, ISBN 3-406-08359-5, S. 376–403.
- Wilhelm Landgrebe: Dietrich Bonhoeffer. Wagnis der Nachfolge. 6. Auflage. Brunnen, Gießen 1986, ISBN 3-7655-3129-4.
- Charles Marsh: Dietrich Bonhoeffer. Der verklärte Fremde. Eine Biografie. Gütersloher Verlagshaus, Gütersloh 2015. ISBN 978-3-579-07148-0.[107]
- Eric Metaxas: Bonhoeffer. Pastor, Agent, Märtyrer und Prophet. SCM Hänssler, Holzgerlingen 2011, ISBN 978-3-7751-5271-6 (amerikan. Original: Bonhoeffer: Pastor, Martyr, Prophet, Spy. Thomas Nelson, Nashville TN).
- Ferdinand Schlingensiepen: Dietrich Bonhoeffer 1906–1945. Eine Biographie. C. H. Beck, München 2005, ISBN 3-406-53425-2.
- Christiane Tietz: Dietrich Bonhoeffer: Theologe im Widerstand. C. H. Beck, München 2013, ISBN 978-3-406-64508-2.
- Ilse Tödt: „Gute Mächte“. Bonhoeffer-Darstellungen (FEST, Reihe A, Nr. 53). Forschungsstätte der Evangelischen Studiengemeinschaft, Heidelberg 2009, ISBN 978-3-88257-058-8.
- Renate Wind: Dem Rad in die Speichen fallen. Die Lebensgeschichte des Dietrich Bonhoeffer. Beltz & Gelberg, Weinheim 1990, ISBN 3-407-80694-9. Neuausgabe 2001, ISBN 3-407-80733-3 (Jugendbuch).
- Susanne Dreß: Aus dem Leben der Familie Bonhoeffer. Die Aufzeichnungen von Dietrich Bonhoeffers jüngster Schwester Susanne Dreß. Hrsg. von Jutta Koslowski. Gütersloher Verlagshaus, Gütersloh 2018, ISBN 978-3-579-07152-7.

### Biografische Einzelthemen
- Ruth-Alice von Bismarck, Ulrich Kabitz (Hrsg.): Brautbriefe Zelle 92: Dietrich Bonhoeffer – Maria von Wedemeyer 1943–1945. 5. Auflage. C. H. Beck, München 2006, ISBN 3-406-42112-1.
- Wolfgang Böllmann: „Wenn ich dir begegnet wäre …“. Dietrich Bonhoeffer und Jochen Klepper im Gespräch. Evangelische Verlagsanstalt, Leipzig 2005, ISBN 3-374-02259-6.
- Sabine Dramm: V-Mann Gottes und der Abwehr? Dietrich Bonhoeffer und der Widerstand. Gütersloher Verlagshaus, Gütersloh 2005, ISBN 3-579-07117-3.
- Elke Endrass: Bonhoeffer und seine Richter. Ein Prozess und sein Nachspiel. Kreuz, Stuttgart 2006, ISBN 3-7831-2745-9.
- Christian Feldmann: Wir hätten schreien müssen. Das Leben des Dietrich Bonhoeffer. Herder, Freiburg 1998, ISBN 3-451-05165-6.
- Christian Gremmels, Hans Pfeifer: Theologie und Biographie. Zum Beispiel Dietrich Bonhoeffer. Chr. Kaiser, München 1983, ISBN 3-459-01478-4.
- Sabine Leibholz-Bonhoeffer: Vergangen – erlebt – überwunden. Schicksale der Familie Bonhoeffer. Gütersloher Verlagshaus, Gütersloh 1983, ISBN 3-579-03961-X.
- Karl Martin (Hrsg.): Bonhoeffer in Finkenwalde. Briefe, Predigten, Texte aus dem Kirchenkampf gegen das NS-Regime 1935–1942. Fenestra-Verlag, Wiesbaden 2012, ISBN 978-3-9813498-8-7.
- Katharina D. Oppel:
  - „Nur aus der heiligen Schrift lernen wir unsere Geschichte kennen“. Bibel und Biografie bei Dietrich Bonhoeffer. Grünewald Verlag, Ostfildern 2017, ISBN 978-3-7867-3103-0.
  - Viel lieber würd ich gleich zu Gandhi gehen. Dietrich Bonhoeffer und Mahatma Gandhi. Zwei Stimmen für den Frieden. Patmos, Ostfildern 2017, ISBN 978-3-8436-1005-6.
- Julius Rieger: Bonhoeffer in England. Lettner, Berlin 1966, DNB 457942738.
- Christoph U. Schminck-Gustavus: Der Tod auf steilem Berge : die „Standgerichtsprozesse“ gegen Dietrich Bonhoeffer und Hans von Dohnanyi und die Freisprechung der Mörder. Donat Verlag, Bremen 2020, ISBN 978-3-943425-94-9.
- Hans Jürgen Schultz: „Ich habe versucht, zu lieben.“ Porträts. Von Menschen, die Frieden dachten und Frieden machten: Martin Luther King, Dietrich Bonhoeffer, Reinhold Schneider, Albert Schweitzer. Quell, Stuttgart 1988, ISBN 3-7918-2020-6 (Erstausgabe Partisanen der Humanität).
- Elisabeth Sifton, Fritz Stern: Keine Gewöhnlichen Männer, Dietrich Bonhoeffer und Hans von Dohnanyi im Widerstand gegen Hitler. C.H. Beck Verlag, München 2013, ISBN 978-3-406-65373-5.
- Renate Wind: Wer leistet sich heute noch eine wirkliche Sehnsucht? Maria von Wedemeyer und Dietrich Bonhoeffer. Gütersloher Verlagshaus, Gütersloh 2006, ISBN 3-579-07124-6.
- Fotoband Dietrich Bonhoeffer. Bilder eines Lebens. Gütersloher Verlagshaus, Gütersloh 2005, ISBN 3-579-07113-0.

### Theologie
- Albert Altenähr: Dietrich Bonhoeffer, Lehrer des Gebets. Echter-Verlag, Würzburg 1976, ISBN 3-429-00443-8.
- Sabine Bobert-Stützel: Dietrich Bonhoeffers Pastoraltheologie. Theologenausbildung im Widerstand zum „Dritten Reich“. Dargestellt anhand der Finkenwalder Vorlesungen 1935–1937. Kaiser / Gütersloher Verlagshaus, Gütersloh 1995, ISBN 3-579-02069-2. Zugleich: Dissertation an der Humboldt-Universität Berlin, 1994 (online: S. 1–27, 28–91, 92–115, 116–207, 208–321, 322–384).
- Gottfried Class: Der verzweifelte Zugriff auf das Leben. Dietrich Bonhoeffers Sündenverständnis in „Schöpfung und Fall“. Neukirchener Verlagsgesellschaft, Neukirchen-Vluyn 1994, ISBN 3-7887-1462-X.
- Gerhard Ebeling: Die nicht-religiöse Interpretation biblischer Begriffe. In: Gerhard Ebeling: Wort und Glaube. Band 1. Mohr, Tübingen 1960, DNB 456502181, S. 90–160.
- Hans Friedrich Daub: Die Stellvertretung Jesu Christi. Ein Aspekt des Gott-Mensch-Verhältnisses bei Dietrich Bonhoeffer. Mainz 2005, ISBN 3-8258-8463-5.
- Sabine Dramm: Dietrich Bonhoeffer: Eine Einführung in sein Denken. Christian Kaiser/Gütersloher Verlagshaus, Gütersloh 2001, ISBN 3-579-05183-0.
- Ernst Feil: Die Theologie Dietrich Bonhoeffers. Hermeneutik, Christologie, Weltverständnis. Christian Kaiser, München 1991, ISBN 3-459-01891-7.
- Georg Huntemann: Der andere Bonhoeffer. Die Herausforderung des Modernismus. Brockhaus, Wuppertal 1989, ISBN 3-417-12570-7.
- Carl-Jürgen Kaltenborn: Adolf von Harnack als Lehrer Dietrich Bonhoeffers. Evangelische Verlagsanstalt, Berlin 1973, DNB 740115596.
- Rainer Mayer:
  - Christuswirklichkeit. Grundlagen, Entwicklung und Konsequenzen der Theologie Dietrich Bonhoeffers. Calwer Verlag, Stuttgart 1980, ISBN 3-7668-0144-9.
- Rainer Mayer, Peter Zimmerling (Hrsg.):
  - Dietrich Bonhoeffer. Beten und tun des Gerechten. Glaube und Verantwortung im Widerstand. Brunnen, Gießen 1997, ISBN 3-7655-1107-2.
  - Dietrich Bonhoeffer. Mensch hinter Mauern. Theologie und Spiritualität in den Gefängnisjahren. Brunnen, Gießen 1993, ISBN 3-7655-1021-1.
- Jörg Martin Meier: Weltlichkeit und Arkandisziplin bei Dietrich Bonhoeffer (= Theologische Existenz heute. Neue Folge Nr. 136.) Chr. Kaiser Verlag, München 1966, DNB 457552905.
- Gerhard Ludwig Müller: Bonhoeffers Theologie der Sakramente. Knecht, Frankfurt/Main 1979, ISBN 3-7820-0439-6.
- Hanfried Müller: Von der Kirche zur Welt. Ein Beitrag zur Beziehung des Wort Gottes auf die „societas“ in Dietrich Bonhoeffers theologischer Entwicklung. 2. Auflage. Koehler und Amelang, Leipzig 1966, DNB 457646861; Reich, Hamburg-Bergstedt 1961, DNB 453484719.
- Andreas Pangritz: Polyphonie des Lebens. Zu Dietrich Bonhoeffers „Theologie der Musik“. 2., überarb. Auflage. Orient und Okzident, Berlin 2000, ISBN 978-3-9806216-2-5.
- Tiemo R. Peters: Die Präsenz des Politischen in der Theologie Dietrich Bonhoeffers. Christian Kaiser, München 1976, ISBN 3-459-01056-8.
- Albrecht Schönherr, Wolf Krötke (Hrsg.): Bonhoeffer-Studien. Beiträge zur Theologie une Wirkungsgeschichte Dietrich Bonhoeffers. Evangelische Verlagsanstalt, Berlin 1985, DNB 850989795; Kaiser, München 1985, ISBN 3-459-01609-4.
- Tobias Schulte: Ohne Gott mit Gott – Glaubenshermeneutik mit Dietrich Bonhoeffer. Pustet Verlag, Regensburg 2014, ISBN 978-3-7917-2569-7.
- Christoph Strohm: Theologische Ethik im Kampf gegen den Nationalsozialismus: der Weg Dietrich Bonhoeffers mit den Juristen Hans von Dohnanyi und Gerhard Leibholz in den Widerstand. In: Heidelberger Untersuchungen zu Widerstand, Judenverfolgung und Kirchenkampf im Dritten Reich, Band 1. Chr. Kaiser, München 1989, ISBN 3-459-01791-0. Zugleich: Dissertation an der Universität Heidelberg, 1987.
- Jürgen Weissbach: Christologie und Ethik bei Dietrich Bonhoeffer (= Theologische Existenz heute. Neue Folge Nr. 131). Chr. Kaiser Verlag, München 1966, DNB 458601780.
- Peter Zimmerling:
  - Bonhoeffer als Praktischer Theologe. Vandenhoeck & Ruprecht, Göttingen 2006, ISBN 978-3-525-55451-7.
  - Dietrich Bonhoeffer (1906–1945): Mystische Dimensionen von Biografie und Theologie. In: ders.: Evangelische Mystik. Vandenhoeck & Ruprecht, Göttingen 2015, ISBN 978-3-525-57041-8, S. 170–187.

### Jahrbuch
Seit 2003 wird im zweijährigen Rhythmus ein Dietrich Bonhoeffer Jahrbuch / Dietrich Bonhoeffer Yearbook herausgegeben. Verantwortlich zeichnen derzeit Clifford J. Green (Boston), Kirsten Busch Nielsen (Kopenhagen) und Christiane Tietz (Zürich). Das Jahrbuch vernetzt die internationale Bonhoeffer-Forschung und bündelt die jeweils neuesten Arbeiten über Werk und Wirkungsgeschichte. Durch die Veröffentlichung neuer Textfunde bezieht sich das Jahrbuch insbesondere auf die Dietrich Bonhoeffer Werke (DBW). In jedem Band findet sich fortlaufend eine internationale Bonhoeffer-Bibliografie. DNB 024737003

## Andere Medien

### Hörbücher
- Dem Rad in die Speichen fallen. Die Lebensgeschichte des Dietrich Bonhoeffer. Gelesen von Matthias Ponnier. Gütersloher Verlagshaus, 2009.
- Dietrich Bonhoeffer. Dein Licht scheint in der Nacht. Hänssler Verlag, 2010.

### Vertonungen und Musikkonzepte (Auswahl)
- Siegfried Fietz: Von guten Mächten wunderbar geborgen (1977), Von guten Mächten 2 – Nachfolge (1988), Von guten Mächten 3 – Stürmische Zeiten (1995).
- Peter Janssens: Dietrich Bonhoeffer – ein Leben im Widerstand (1995), Musical
- Tom Johnson: Bonhoeffer-Oratorium (1988–1992)
- Jochen Rieger: Musikalische Begegnungen mit Dietrich Bonhoeffer (2006).
- Martin Christoph Redel: Wer bin ich? Interludium I aus Zwei geistliche Interludien für Gesangsstimmen und vier Instrumentalisten op.101 (2021). Hier: Tenor, Klarinette, Viola, Harfe und Schlagzeug. Uraufführung: 21. November 2021 Stuttgart
- Knut Nystedt: Gebete für Mitgefangene, Morgengebet.

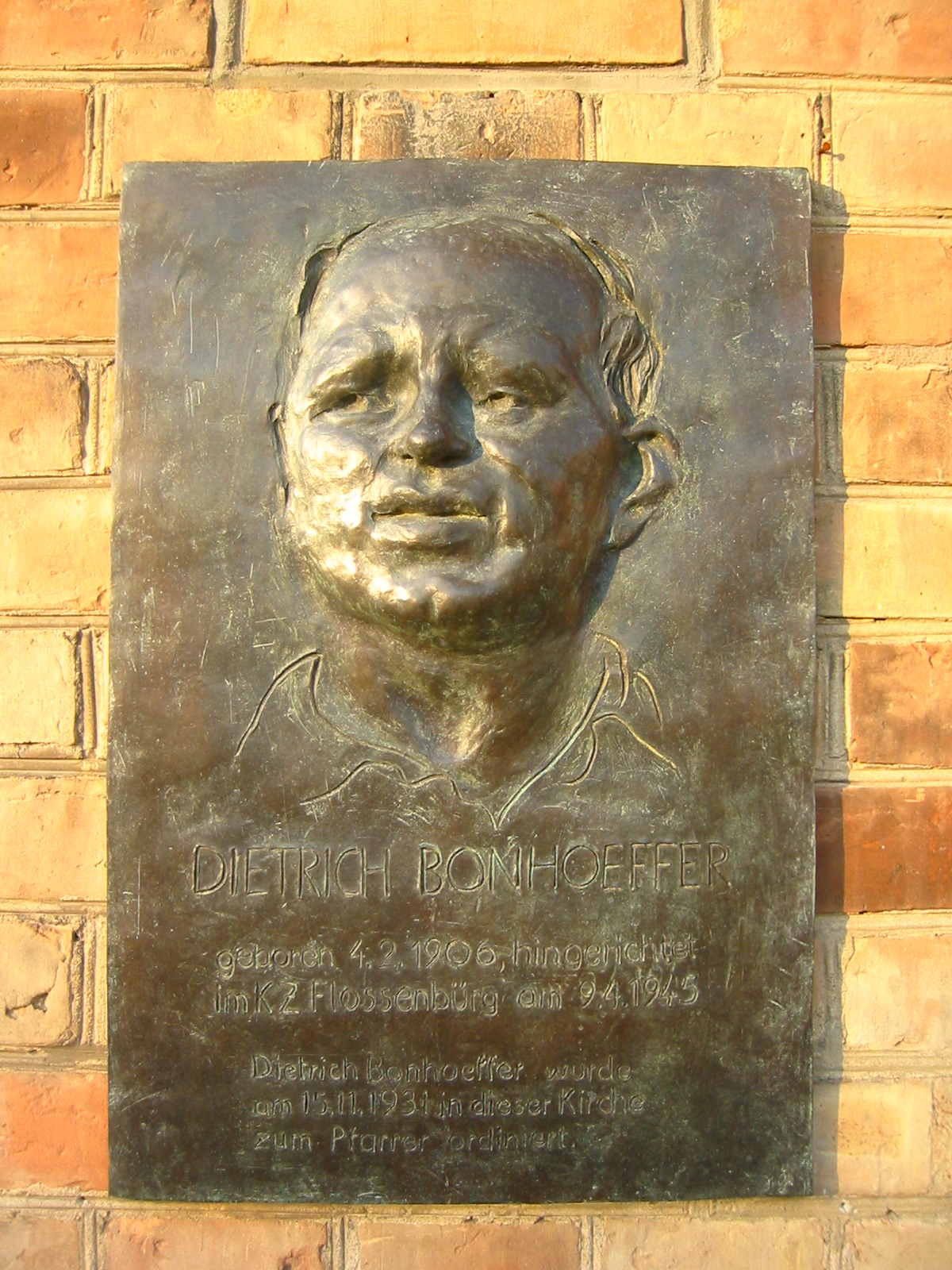
Gedenktafel von Johannes Grützke an der St.-Matthäus-Kirche (Berlin-Tiergarten) (2006)

### Filme
- Bonhoeffer: Pastor. Spy. Assassin. Regie: Todd Komarnicki. Filmbiografie, 2024.
- Liebe ist stark wie der Tod, Die Welt des Dietrich Bonhoeffer. Regie: Gerold Hofmann. Dokumentarfilm, 30 Minuten. 2006.
- Wer glaubt, der flieht nicht … Dietrich Bonhoeffer, 1906–1945. Regie: Hellmut Sitó Schlingensiepen und christian.bimm.coers, Dokumentarfilm, 23 Minuten. 2005[108]
- Die Wolke der Zeugen. Dokumentarfilm über Bonhoeffers Zeit in Harlem, 2024.[109]
- Bonhoeffer. Regie: Martin Doblmeier. Dokumentarfilm, Englisch, 93 Minuten. 2003.
- Bonhoeffer – Die letzte Stufe. Regie: Eric Till. 2000. VHS, ISBN 3-579-07112-2; DVD, ISBN 3-579-07111-4; Original: Bonhoeffer: Agent of Grace, 88 Minuten.
- Dietrich Bonhoeffer – Nachfolge und Kreuz, Widerstand und Galgen. Dokumentarfilm. 1982.

### Fotos
- Dietrich Bonhoeffer – Bilder aus seinem Leben, hrsg. Eberhard Bethge u. a. Chr. Kaiser Verlag München, 1986, ISBN 3-459-01613-2, 239 Seiten.
- Dietrich Bonhoeffer zum 100. Geburtstag – Autografen und Fotografien aus dem Nachlass in der Staatsbibliothek zu Berlin

### Gedenken
- Dem Rad in die Speichen fallen. Texte und Vorträge zum 100. Geburtstag von Dietrich Bonhoeffer Website der EKD
- Gedenk- und Begegnungsstätte Bonhoeffer-Haus Berlin
- Internationale Bonhoeffer-Gesellschaft
- Dietrich-Bonhoeffer-Verein zur Förderung christlicher Verantwortung in Kirche und Gesellschaft, Wiesbaden

### Theologie
- Renate Bethge: Bonhoeffers Familie und ihre Bedeutung für seine Theologie. (PDF; 4,3 MB) Vortrag in der Gedenkstätte Deutscher Widerstand im November 1985 (mit einer Übersicht der Kinder und Enkel von Karl und Paula Bonhoeffer).
- Karl Martin: Die Wendung Dietrich Bonhoeffers vom Theologen zum Christen. Biographische Hintergründe für Bonhoeffers ökumenische Friedensethik und Theologie. Vortrag auf der Jahrestagung des dbv am 8. Mai 2004 in Eisenach/Thüringen.

### Widerstand
- Peter Steinbach: Bonhoeffer und der deutsche Widerstand. (PDF; 104 kB) In: Tribüne, 13. Januar 2013.[110]
- Paul Gerhard Schoenborn: Dietrich Bonhoeffers Widerstand gegen die Judenverfolgung im Dritten Reich. (Memento vom 3. Januar 2005 im Internet Archive) 1999; überarbeitete Fassung 2006
- Wolf Krötke: Pazifismus und Widerstand bei Dietrich Bonhoeffer. Zur Friedensrede auf der Fanøkonferenz 1934 (Memento vom 10. Januar 2009 im Internet Archive)
- Theodor Ebert: Gewaltfreier Widerstand – Taugt die gewaltfreie Aktion auch zum Widerstand gegen Diktaturen? Eine Untersuchung am Fall Bonhoeffer